# Magas-Tátra
A Magas-Tátra (szlovákul Vysoké Tatry, lengyelül Tatry Wysokie, németül Hohe Tatra) a Kárpátok legmagasabb hegyvonulata, s egyben a világ legkisebb magashegysége a Tátra keleti részén, Szlovákia és Lengyelország határán. Egész területe a lengyel és szlovák Tátrai Nemzeti Parkok védett övezetében található. A hegység látogatását a nemzeti parkok látogatási rendje szabályozza. Vannak területei, melyek teljes védelem alatt állnak, s a turisták elől teljesen el vannak zárva.
A szlovákiai Tátra-aljai terület két fő régióra oszlik – Szepesi és Liptói –, ezekben sok természeti és turisztikai látványosság található, amelyek a Magas-Tátrához közvetlenül vagy közvetve kötődnek.
Megfelelő időjárási körülmények mellett legmagasabb részei Magyarországról is láthatók, különösen az Északi-középhegység, a Pilis vagy a Budai-hegység egyes magasabb pontjairól (például Nagy-Kopasz, Dobogó-kő, Galya-tető, Pécskő, Karancs-tető, Salgó, Kékes). Eltéveszthetetlenek, mert hegyes, hófedte hegycsúcsok alkotják.

## Nevének eredete

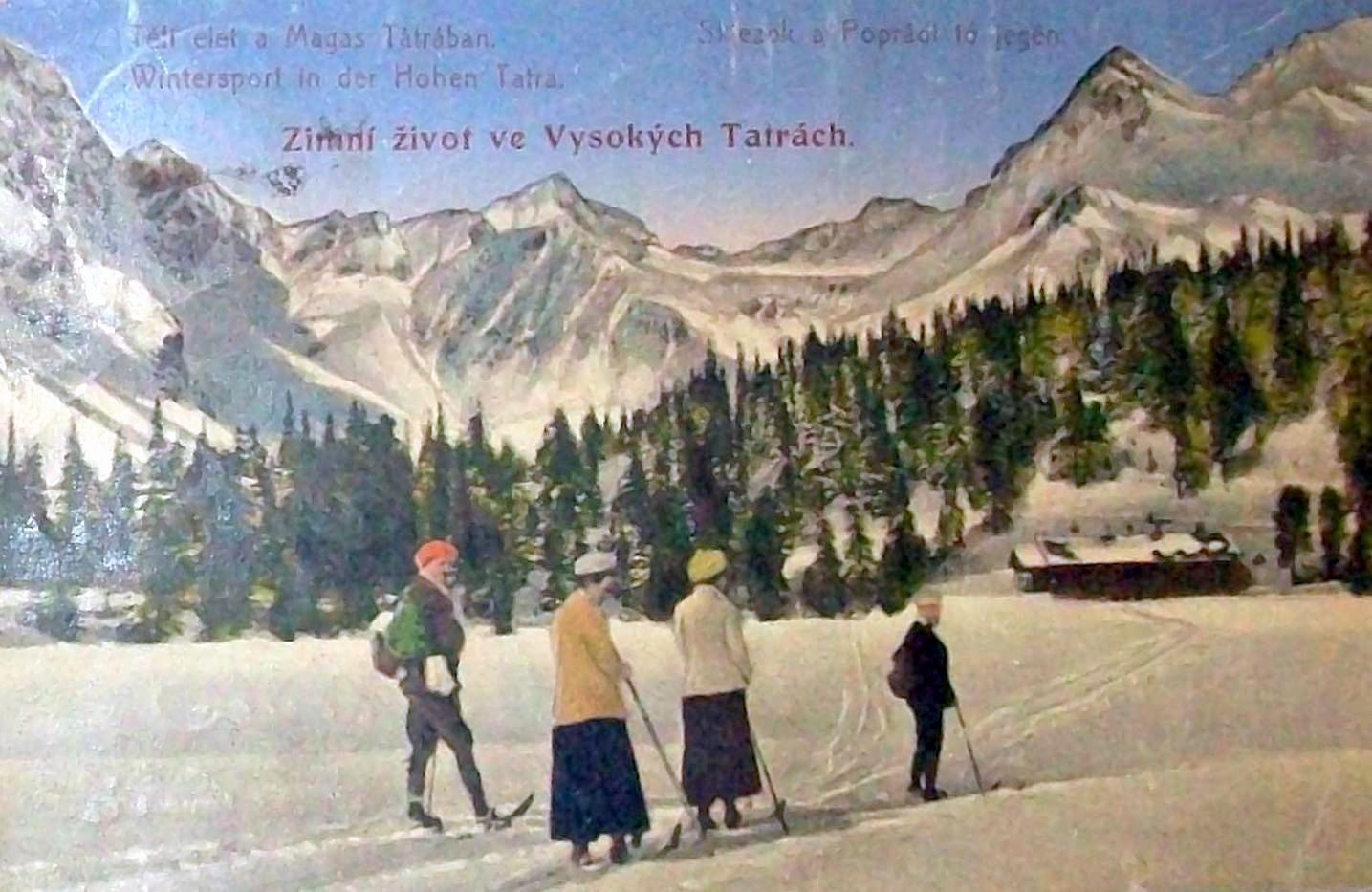
Magas-Tátra. Képeslap 1922-ből

A hegység nevének eredetével kapcsolatban többféle vélekedés látott napvilágot. Először 675-ben, a görög Karpathos elnevezésként találkozhatunk a hegyvonulatra történő utalással. A következő utalás a római időkből származik, amikor Montes nivium, vagyis „Havas-hegység” néven jelölték. A IV. Béla korából fennmaradt első magyar oklevelek Tarczal vagy Tatur néven említik, míg a magát „a néhai Béla király” jegyzőjeként aposztrofáló Névtelen (Anonymus) Gesta Hungarorum (A magyarok cselekedetei) c., 1210 körül megjelent, a honfoglalás regényes históriáját közreadó művében Trytur néven említi az ország e részét, míg a későbbi Szepességet Zepus néven jelöli. Kosmas cseh krónikás 1125-ből származó, kézzel írott művében Tritri vagy Tryti néven szerepel. A 12-14. század között kelt magyar források Turtur, Turtul, Tortol, Tarczal elnevezéseket használnak, míg egy 1255-ből fennmaradt lengyel okirat mai nevén, Tatry név alatt említi a hegységet. Georgius Wernher (1497–1567) német származású lengyel tudós és költő 1549-ben kiadott De admirandis Hungariae aquis hypomnemation című munkájában találkozunk először a Tatri elnevezéssel. Ezt a névhasználatot erősíti meg Frölich Dávid 1639-ben megjelent Medulla geographiae practicae című műve, amelyből megtudhatjuk, hogy a hegységet a szláv népek Tatry-nak, a szepességi németek pedig Schnee-Gebürgnek hívták. Egy 1778-ban megjelent latin nyelvű kiadvány Tatur, magyarul Tátra néven említi a hegységet.

## Kialakulása

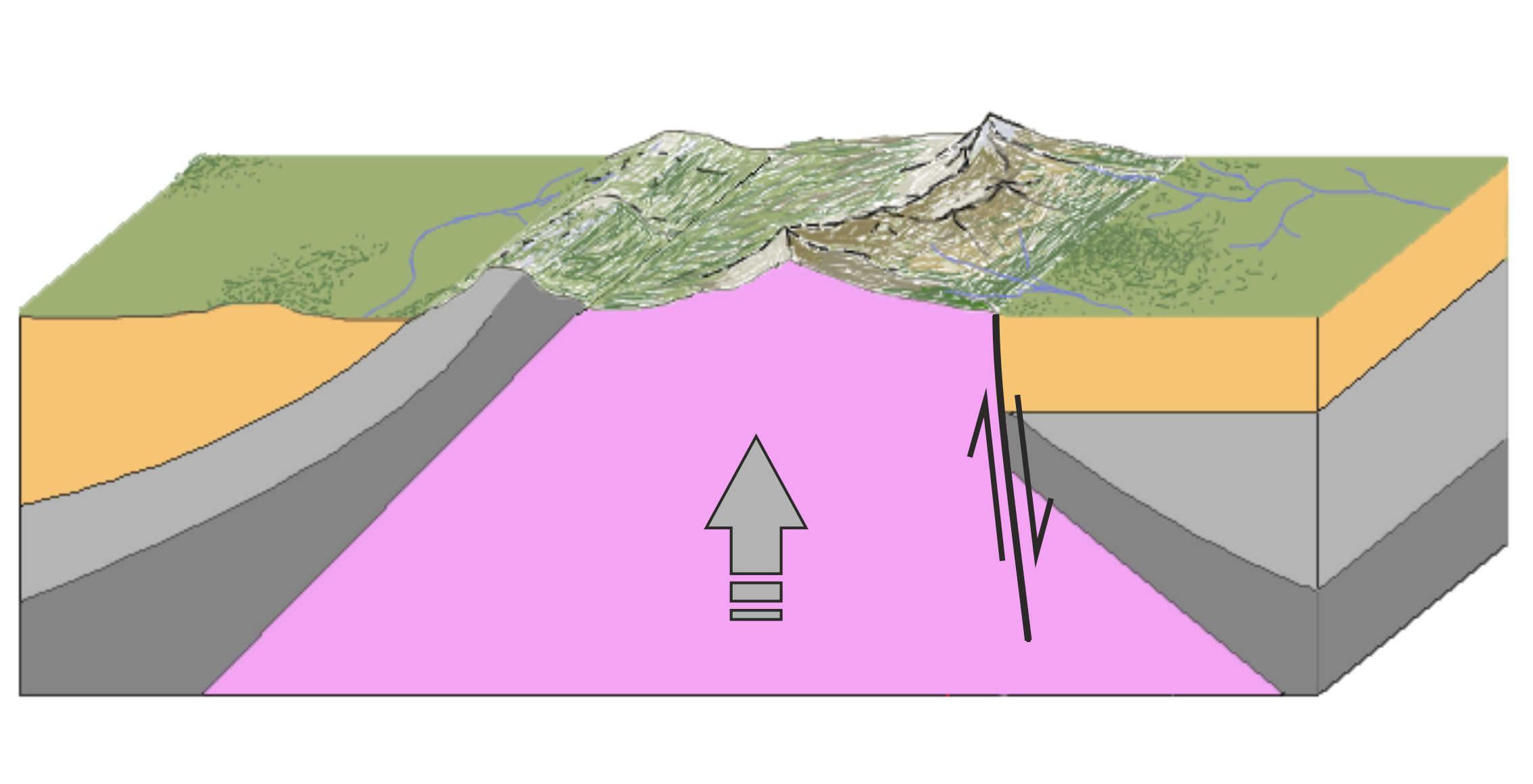
A Magas-Tátra felgyűrődése

A jégkorszakban gleccserek vájtak teknőket és mély völgyeket a hegybe

A Kárpátok (és ezzel együtt természetesen a Tátra is) az ún. alpi hegységképződés egyik fázisaként mintegy 100 millió évvel ezelőtt, a Föld középidejében (250 és 66 millió év között), az alsó (140 és 97 millió év között) és felső kréta (97 és 66 millió év között) földtörténeti kor határán gyűrődött fel. Ekkor a megelőző 100 millió év alatt ott hullámzó tenger által lerakott üledék és alatta a hegység kristályos magja más jelentős hegységekkel (Alpok, Kaukázus, Kordillerák, Andok) együtt a magasba emelkedett, de lábait még hosszú időn át a tenger hullámai verdesték. Az ekkor kialakult Tátra hegység azonban nem nagyon hasonlított a manapság ismert hegységre, hiszen az ekkor még viszonylag gyenge gyűrődés folytán a Tátra lankásan domborodó, szabályos alkatú hegység lehetett.
A következő jelentős változás a Tátra arculatának kialakulásában a földtörténeti újkor (66 millió évtől máig) kezdetén, a paleocén (66 és 55 millió év között) és eocén (55 és 36 millió év között) korban zajlott le, amikor is hevesebb alpi hegységképződés ment végbe. A földtörténet újkorának következő időszakában, az oligocén korban (36 és 24 millió év között) a tenger visszahúzódott a Kárpátok lábaitól, és ezután több hegymozgás már nem érte a hegységet. Ezzel tulajdonképpen elérkeztünk a Tátra mai arculatának kialakításában egyik legfontosabb szerepet játszó korba. A földtörténeti újkor negyedidőszakában, az alsó (1,7 millió és 720 ezer év között) és felső pleisztocén (720 ezer és 10 ezer év között) időszakában (ezeket az időszakokat nevezik jégkorszaknak) többször erősen eljegesedett a Föld felszíne. Ezekben a hideg időszakokban Kelet-Európa nagy részét elborították a skandináv magashegységekből származó jégtömegek, amelyek aztán a jégkorszakok közötti melegebb (interglaciális) időszakokban visszahúzódva kialakították a hegység mai arculatát.
A Tátra mai felszínének kialakulására leginkább a legutóbbi jégkorszak volt hatással. A sziklás csúcsok, éles gerincek, kártornyokat és piramisokat hordozó gránitmasszívum glaciális formái a jégkor riss és würm időszakában alakultak ki. Az északon összefolyó jégárakból keletkezett a Magas-Tátra leghosszabb gleccsere, amely bizonyos korban 20–25 kilométer hosszú is lehetett. Délen sugarasan széttartó kisebb jégárak alakultak ki, amelyek 1000 méter körüli magasságig ereszkedtek. Ezek vésték ki a hegység legszebb teknővölgyeit (Menguszfalvi-, Nagy- és Kis-Tarpataki völgy). A jégkorszak után maradt lépcsőkön zuhatagokat alkotva futnak le a patakok. A teknővölgyek völgyfőiben számos sziklamedencés tó, tengerszem alakult ki, a legnagyobbak az északi völgyekben. A déli tavak kisebbek. A Csorba-tó medencéjét is moréna gátolta el.
Napjainkra, amikor a földtörténeti negyedidőszak holocén időszakát (10 ezer évtől napjainkig) éljük, már egyetlen gleccser sincs a Tátrában, a szabad sziklafelületek azonban még mutatják a gleccsercsuszamlások nyomait. Csupán a mély völgyek, a szaggatott sziklaszirtek emlékeztetnek erre az időszakra, valamint a gleccserteknőkben kialakult tengerszemek. A Magas-Tátrában összesen 21 gleccser volt. Ezek közül a legnagyobb a Poduplaszki-völgyben elterülő Fehérpataki-gleccser volt, a maga 14 km hosszúságával és 1,5 km szélességével. A déli oldalon a Menguszfalvi-gleccser volt a legnagyobb kiterjedésű, ennek hossza 11,5 km, szélessége 1,7 km volt.

## Földrajza

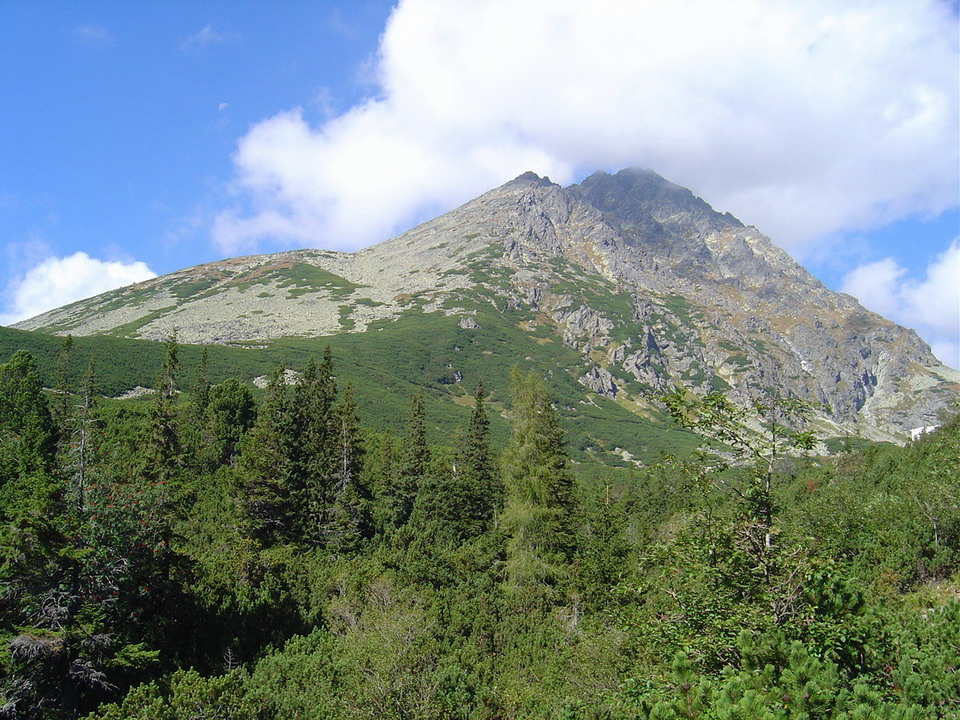
A Magas-Tátra legmagasabb csúcsa a Gerlachfalvi-csúcs (2655 m)

A Tátra hegység 786 km²-nyi területen fekszik, ebből 550 km² Szlovákiában, a többi Lengyelországban a Lengyel-Tátra. A Tátra keleti részét a magasabb Magas-Tátra és az alacsonyabb Bélai-havasok (Bélai-Tátra, szlovákul Belianské Tatry) alkotják, a Tátra alacsonyabb nyugati része a Liptói-havasok (más néven Nyugati-Tátra, szlovákul Západné Tatry). A Liptói-havasok a Tátra legkiterjedtebb, 400 km² területű része. Főgerincének hossza 32 km, anyaga főleg gránit. Nyugati és északkeleti részében vannak kisebb mészkőszakaszok. A Bélai-havasok a Magas-Tátrától eltérő földtani szerkezete, s az ebből adódó domborzati képe miatt is elkülönül. Területe lényegesen kisebb, mint a Magas-Tátráé, 67,5 km². Az egyes részek páratlan volta főként földtani szerkezetüknek és domborzati formáiknak köszönhető. Feltűnőek az eljegesedések nyomai. A mészkőalapon lúgos a talaj, s csoda szép magashegyi virágok tenyésznek rajta.
A Magas-Tátra területe kisebb, mint a Liptói-havasoké, főgerince kelet-nyugati irányban mindössze 26 km hosszúságú, a legkisebb területű magashegység a világon. 371 km²-nyi területen fekszik, ebből 260 km² Szlovákiában van. Nyugati irányból a Liliom-hágó (Liliové sedlo) (1947 m) húzódik keletre a Kopa-hágóig (1749 m). Legnyugatibb hegye a Svinica (2307 m), s keleten az utolsó hegycsúcsa a Fehér-tavi-csúcs (2229 m). A fő gerinc alakja dél felé domborodó ív, amely alig csökken 2000 méteres magasság alá. A fő gerinc legmagasabb pontja a Jég-völgyi-csúcs (2627 m). Ez a hegység is jobbára gránitból áll, de északi részében mészkőmaradványok is fellelhetők.
Itt található a Kárpátok 1200 km hosszú hegyvonulatának második alpesi jellegű része a Déli-Kárpátok avagy „Erdélyi Alpok” után. A hegységnek több mint 30 csúcsa haladja meg a 2500 méter tengerszint feletti magasságot. Legmagasabb pontja a Gerlachfalvi-csúcs (2655 m), legismertebb orma egyben a hegység negyedik legmagasabb bérce, a Lomnici-csúcs (2634 m). 1940. október 1-jétől a csúcs drótkötélpályán, kabinos felvonóval érhető el a nagyközönség számára. Az állomás épületében egy meteorológiai obszervatórium is helyet kapott. A második és harmadik legmagasabb csúcsok a Gerlachfalvi masszívum két további csúcsa, a Középső-Gerlachfalvi-csúcs és a Nagy-Gerlachfalvi-őrtorony.
Földrajzi kiterjedése: északi szélesség 49° 5' – 49° 17′, keleti hosszúság 19° 55′ – 20° 21′.
A Magas-Tátra túlnyomó része a Tátrai Nemzeti Parkhoz (TANAP) tartozik. A Nemzeti Park területén turistajelzésekkel ellátott ösvények vezetnek. Teljes hosszuk csaknem 600 km, a hegység úgyszólván minden nevezetes része elérhető rajtuk – a zárt területté nyilvánított Bélai-havasok és a szigorúan védett természetvédelmi területek kivételével. Környezetvédelmi és biztonsági okokból november 1-jétől június 15-éig a magashegyi övezetet is lezárják. A legismertebb, leglátogatottabb, s egyben a legkényelmesebb közülük a Felső-turistaút (Magistrála, tátrai főútvonal).

## Éghajlata
A Tátrának külön vagy különleges éghajlata nincsen – hacsak a gyors változást, kiszámíthatatlanságot nem tekintjük annak –, de a hegység tömege és magassága hatással van az időjárás alakulására. A déli oldal védett az északi és északnyugati hűvös és csapadékot szállító szelektől, ezért az északi oldalon több a csapadék, és az évi átlaghőmérséklet 2-3 °C-kal alacsonyabb. A magas hegyek klimatológiai befolyása miatt a tél melegebb, a nyár hűvösebb, mint a lábainál elterülő síkságokon és völgyekben. A sokévi átlaghőmérséklet a déli oldalon 1000 m magasságban télen – 5-6 °C, nyáron 13-15 °C között ingadozik.
A hó 1300 m felett átlagosan négy-öt, 1800 m felett hat hónapig képez összefüggő takarót.
Május közepétől már vannak hómentes utak, június elejétől a déli oldalon már sok ilyen van, de nyári körülmények csak a hónap végére alakulnak ki. Szeptember végén, október elején kezdődik az esőzés és az ősz.
Turistaszempontból igen fontos jellegzetesség, hogy nyáron a hegység belsejében a reggeli égbolt tiszta és derült, déltájban azonban beborul és gyakran esik. A rövidebb, hosszabb eső után ismét szép idő következik. Tanácsos tehát kora reggel indulni.(!) Júniustól augusztusig sok az eső. Átlag másodnaponként esik, a legtöbbet júliusban, a legkevesebbet szeptemberben és október elején. A napok ilyenkor már rövidebbek, de derültek.

## Időjárása
A tátrai időjárás néhány jelentős jellemzője.
Mivel a Magas-Tátra a világ legkisebb területű magashegysége, ezért az időjárási ciklonokat hosszú időre nem képes magához bilincselni. Így elképzelhetetlenül kiszámíthatatlan tud lenni az időjárása. Sok esetben nyáron az erős napsütés miatt kell magunkon tartani, pár nap múlva pedig lehet, hogy elő kell venni a hátizsákból a téli meleg holmit.
Méretéből kifolyólag sokan lebecsülik, s emiatt arányaihoz képest nagy számban szedi áldozatait. Eddig több mint ezren vesztették életüket a hegységben.

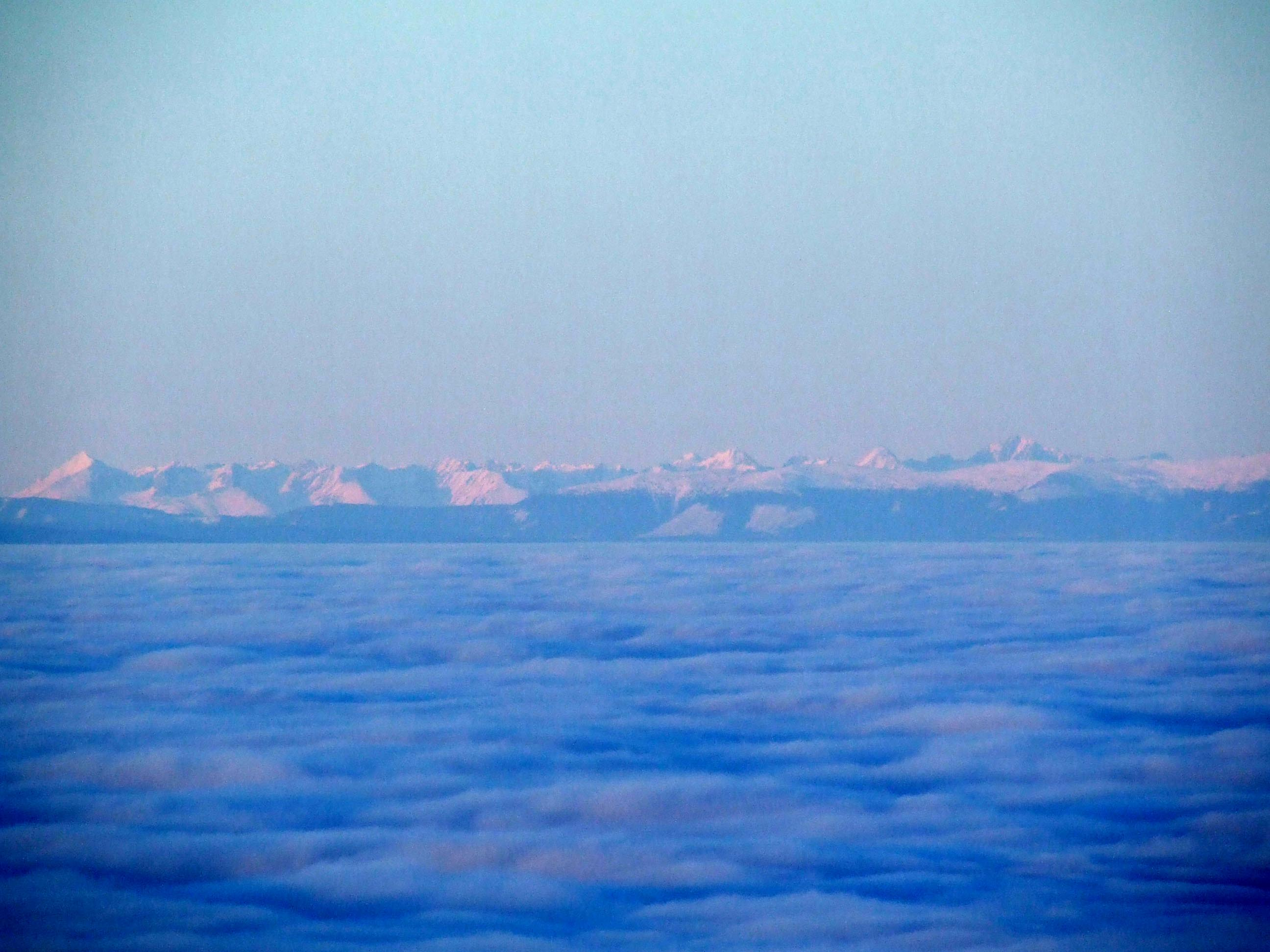
A Magas-Tátra nyugati része a Kékesről. A felvétel bal szélén a Kriván látható, jobbra a legmagasabb kiemelkedés a Gerlachfalvi-csúcs, míg a kettő között felismerhető a Koncsiszta, a Tátra-csúcs és a Tengerszem-csúcs

A szél irányának jelentősége és hatásai
| Szél irány        | Télen                      | Nyáron                     |
| ----------------- | -------------------------- | -------------------------- |
| Észak (É)         | hideg, havazás             | lehűlés, zivatar           |
| Északkelet (ÉK)   | hideg, száraz idő          | meleg, száraz idő          |
| Kelet (K)         | fokozottan hideg és száraz | fokozottan meleg és száraz |
| Délkelet (DK)     | csendes eső, lehűlés       | csendes eső, melegedés     |
| Dél (D)           | felmelegedés               | melegedés                  |
| Délnyugat (DNY)   | hófúvás veszély            | zivatar veszély            |
| Nyugat (NY)       | olvadás                    | lehűlés                    |
| Északnyugat (ÉNY) | olvadás                    | lehűlés, zivatar           |

Ha estefelé erősödni kezd a szél, úgy valószínű az időjárás-változás. Ha a szél iránya erőteljesen megváltozik, irányt vált, szintén időjárás-változásra kell számítani.
| Esőt jelenthet: - ha többszintű és többrétegű a felhőzet; - ha a felhők színe sötétszürke; - ha a felhők gyorsan gomolyognak, tornyosulnak; - ha a páradús levegőben portölcsérek keletkeznek; - ha a füst felszáll, majd a felszínen gyűlik össze; - ha a csillagok erősen ragyognak, sziporkáznak; - ha a napközben képződött gomolyfelhők estére nem oszlanak el; - ha a hőmérséklet nappal nem emelkedik, vagy éjszaka nem csökken; - ha a távoli hangok is jól hallhatók; - ha a légnyomás zuhanásszerűen csökken, a konzervdoboz teteje kifeszül, domborodik. | Jó időt jelenthet - ha a felhőzet láthatóan egyrétegű, magas és fátyolos (jégtűk); - ha a bárányfelhők nem tornyosulnak, és estére eloszlanak; - ha a szél estére elül; - ha erős az éjszakai harmatképződés; - ha lapos helyeken, völgyekben estére köd képződik, s csak reggelre oszlik el; - ha éjszaka melegebb az erdő, mint a környezete; - ha kéklő párába vesznek reggel a távoli hegyek. |

## Vízrajza
A tátrai régión halad át a Fekete- és a Balti-tengerbe ömlő folyók fő vízválasztója. A Tátra vizét 40 patak vezeti le, amelyek a terület határán túl 4 fő folyóba egyesülnek. A Fekete-Dunajec és a Poprád-folyó északi irányt vesz, s a Visztulával egyesülve a Balti-tengerbe folyik. A Fehér-Vág és az Árva a Vággal és a Dunával egyesülve a Fekete-tengerbe torkollik.
A bőséges csapadék, a csekély párolgás és a domborzat tagoltsága okozza a Tátra magas vízhozamát, amely meghaladja a másodpercenkénti 50 litert 1 km² területen. Főleg a Magas-Tátra képes gyűjteni a csapadékot és lassítani a lefolyást. Nagy mennyiségű víz gyűlik össze a törmelékkúpokban, a morénákban és a törpefenyővel benőtt helyeken. Ennek a víznek nagyon sekély a körforgása, ezért ásványi anyagokban szegény.
A helyi patakokra a magashegységi vízhozam ingadozás a jellemző, s ez érvényes a rájuk jóval a hegység határain túl is. A legkisebb vízhozam a téli hónapokra esik, mivel ilyenkor a csapadék túlnyomó többsége hó vagy jég alakjában fordul elő. A vizek szintjének hirtelen emelkedése az első áprilisi olvadás idején jelentkezik, és a nyár elején tetőzik.
A 2004. november 19-i szélvihar terület vízrajzára is jelentős hatással bír, hiszen a hatalmas terület fák nélkül nem képes a csapadékot megtartani.

## Növényvilága
A Magas-Tátra növényvilága igen gazdag. Az e tárgyban közzétett munkáknak csupán felsorolásával tucatnyi oldalt lehetne kitölteni.
A hegység növényvilágának első, tudományos igénnyel vizsgálódó kutatója Mauksch Tamás (1749–1832), nagyszalóki lelkész volt. Az ő munkájára épült G. Wahlenbergnek 1814-ben megjelent Flora Carpatorium című könyve, az első összefoglaló mű a Tátra növényvilágáról. Azóta is sokan foglalkoztak e kérdéssel, és ma már a feltárás befejezettnek mondható. Sajnos a legjobb magyar nyelvű mű, Györffy István: A Magas-Tátra növényvilága (Budapest, 1914) nehezen hozzáférhető, napjainkban könyvritkaságnak számít.

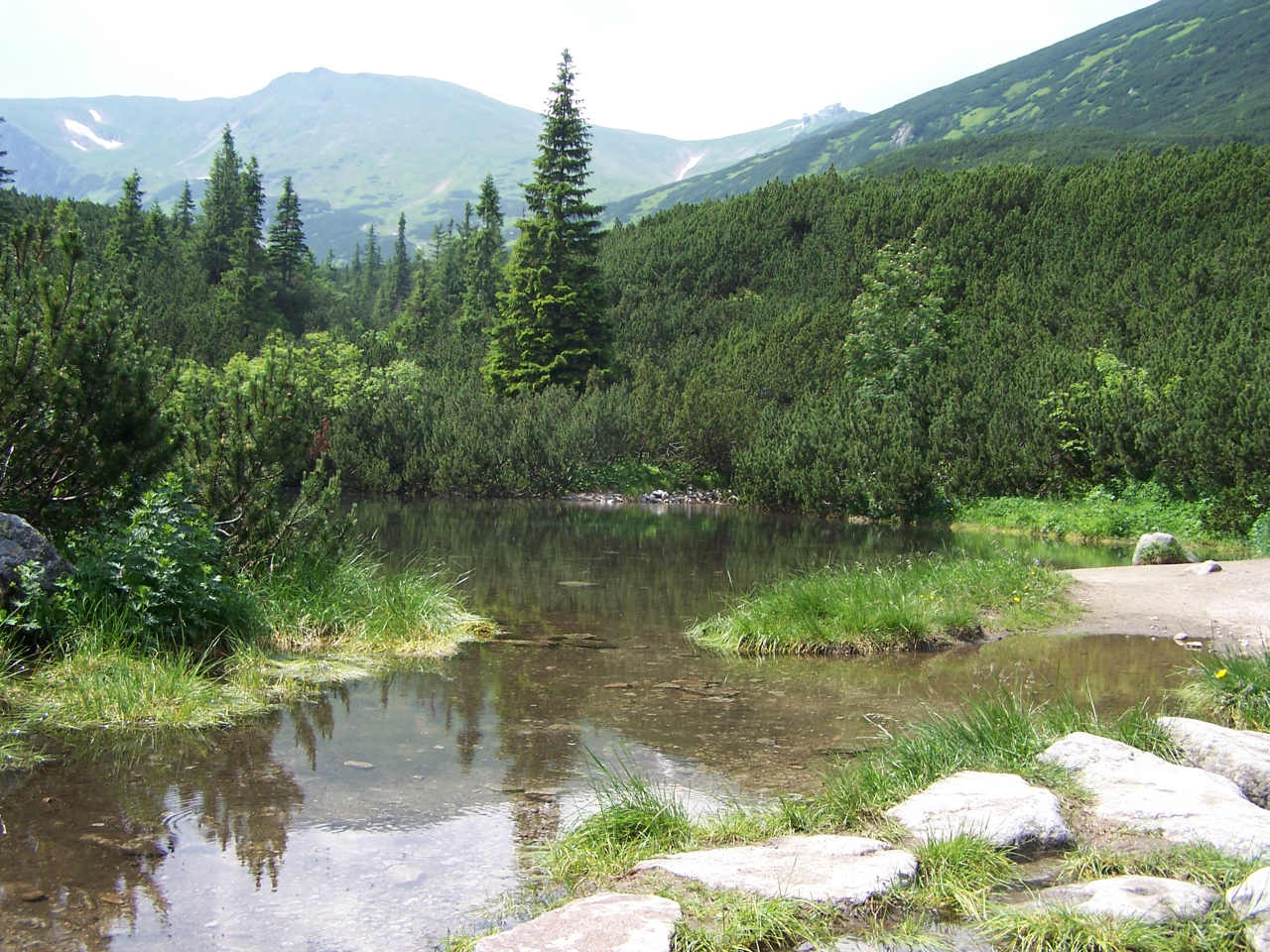
Fenyőerdő a Tátrában

A Tátrában több mint 3000 növényfaj fordul elő. Egy részük azonban mészkedvelő, a gránithegyek savanyú talajain nem tenyészik. A magashegységek jellegzetes virága, a havasi gyopár is ezek közé tartozik: csak a Lengyel-Tátra és a Bélai-havasok vidékén található.
A Magas-Tátra tájképileg talán legszebb, virágokban gazdag területe a Zöld-tavi- és a Kis-Tarpataki-völgy, valamint a Felkai-völgy Virágoskertje. A legtöbb virág nyáron, június-júliusban bontja szirmait.
A Tátrában több mint 1300 magasabb rendű növényfaj honos. Egy részük európai, magashegységi elterjedésű. Ezek a harmadidőszak óta vannak jelen – a Pireneusoktól a Kaukázusig – a magasabb hegyvidékeken.
Számos sarkköri–havasi faj is akad a Tátra növényei között. Ezek a jégkorszak hideg időszakaiban Közép-Európában elterjedtek voltak, a melegebb időszakokban (mint például korunkban is) az északi tájak tundráin, illetve Közép-Európa magashegységeinek havasi övezetében leltek menedékre. Ilyen például – a Tátrában jégkori maradványfaj – a nyolclevelű magcsák.
A botanikusok szerint a Tátrában kéttucatnyi, csak itt, illetve az Északnyugati-Kárpátokban honos, bennszülött növényfaj fordul elő.
A Tátra növényzetét a következő növényzeti övekhez sorolhatjuk:
- 1. középhegységi övezet (600–900 m a tengerszint fölött). A Tátrai Nemzeti Park (Tatranský národný park – TANAP) alsó határánál az övezetre jellemző lomboserdőket jórészt letarolták. Az egykori erdők helyén mezőgazdasági területeket találunk.
- 2. magashegységi övezet (900–1500 m a tengerszint fölött). A lucos erdők övében a névadó lucfenyő elegyetlen állományai uralkodnak.
- 3. alhavasi övezet (1500–1800 m a tengerszint fölött). Az erdőhatár fölötti keskeny övben elsősorban a havasi törpefenyő bozótja tenyészik. Imitt-amott előfordul, elsősorban az erdők határánál, a havasi cirbolyafenyő, a vörösfenyő és a madárberkenye egy-egy csoportja, illetve magányos, gyakran törpe növésű vagy lecsepült példánya is.
- 4. havasi övezet (1800–2300 m a tengerszint fölött). A havasi törpecserjések és havasi gyepek birodalma. Jellemzőek a törpecserjék (pl. az áfonya), illetve a pázsitfű-, sás- és szittyófélék, valamint a törpe növésű, színpompás havasi virágok. A kedvezőtlen körülmények ellenére mintegy 300 növényfaj tenyészik itt, s ezek közül 40 a hóhatár körül is képes megélni, illetve növekedni, termést érlelni. A leggazdagabb havasi növényzetet a Bélai-havasok és a Liptói-havasok meszes kőzetein találjuk.
- 5. hóhatár alatti övezet (2300–2655 m a tengerszint fölött). A mostoha időjárási viszonyok miatt a törmelékes talajt a növényzet már csak foltokban képes beborítani. A hóhatár körül jellemzően párnás szegfűfélék, kőtörőfüvek, mohák tenyésznek.

A Tátra környéki alacsonyabb hegyvidéken, mintegy 1250 m magasságig, a bükk alkot erdőket. A középhegységek bükköseit azonban sok helyen a gyorsan növő lucfenyő állományaival helyettesítették. A Tátrában csak a Bélai-havasok északi felén található bükkerdő maradványa. Másutt, 800–1550 m magasságban, elegyetlen lucosok tenyésznek. A lucfenyőt helyenként a jegenyefenyő állományai váltják fel.
Az erdőhatár a Tátrában 1550–1620 m magasságban húzódik. A múltban a pásztorok az erdőhatár vidékén kitartóan irtották a fenyvest, hogy növeljék a legelők nagyságát szaporodó szarvasmarha csordáik és juhnyájaik számára, így az erdőhatár a Liptói- és a Bélai-havasok területén valamivel lejjebb ereszkedett.

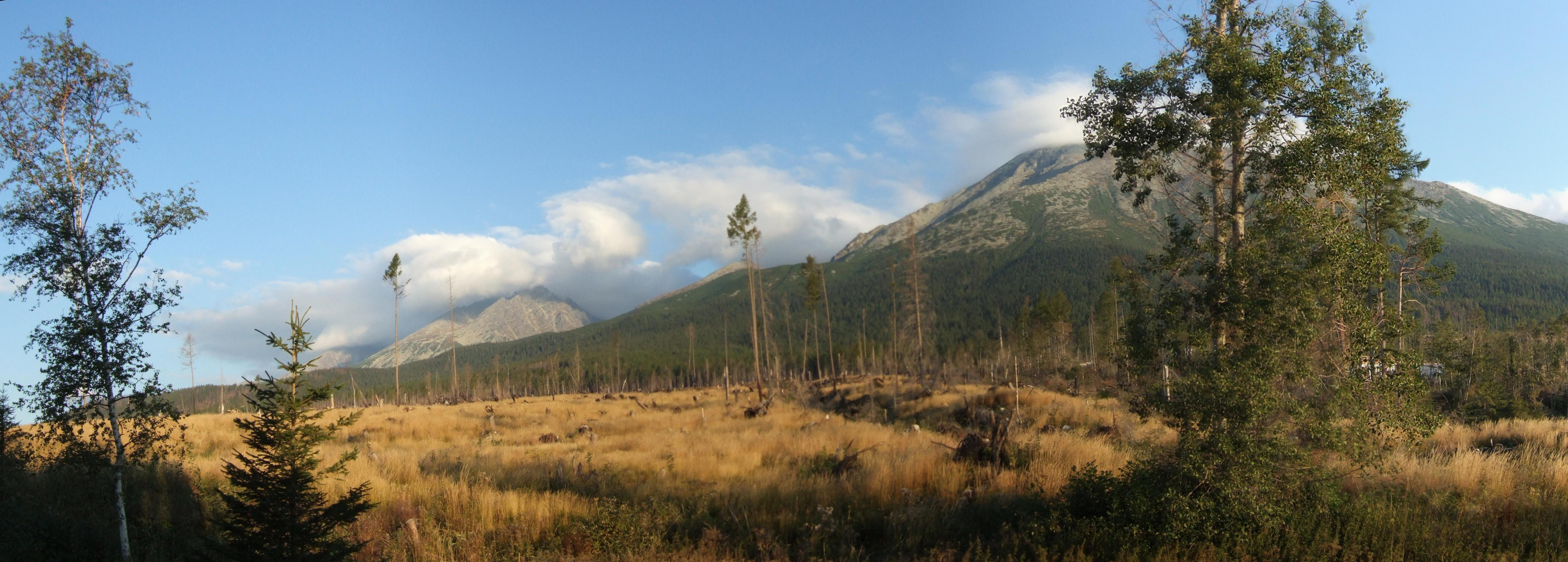
Tátrafüred környékén a megsemmisült fenyves

Amikor a terület a Felvidék részeként Magyarországhoz tartozott, a Tátra alján a fenyvest elsősorban a jegenyefenyő állományai alkották. A trianoni döntést követően az új gazdák haszonszerzés céljából a mélyebben gyökerező, szívós, ám lassú növekedésű – így csekélyebb gazdasági haszonnal kecsegtető – jegenyefenyőt kivágták, helyére sekélyebben gyökerező, de gyors növekedésű lucfenyőt telepítettek. A telepített fenyves nagy részét a 2004. november 19-i szélvihar szinte teljesen megsemmisítette.
A 2005. év nyarán, nemzetközi összefogás keretében, cseh, román, szlovák, osztrák, holland, olasz, francia önkéntesek mellett számos magyar is részt vett a szélvihar okozta károk felszámolásában. Néhány évvel később 2014. májusában az Yvette nevű szélvihar újabb százezer fát döntött ki.
A cirbolyafenyő magashegységi faj, dísze a tátrai tájnak. A zárt erdők övének felső határa mentén tenyészik, gyakran meredek, sziklás hegyoldalakon. Nagyon szívós fa. Ennek ellenére nincs belőle sok, az erdészek becslése szerint állományai csupán 200 hektárnyi területet foglalnak el. A legnagyobb cirbolyafenyves a Tátrában a Furkota-völgyben található.

### Jellegzetes növények
- Fásszárúak:
  - fenyőfélék
    - erdeifenyő (Pinus sylvestris)
    - havasi cirbolyafenyő (Pinus cembra)
    - havasi törpefenyő (Pinus mugo)
    - jegenyefenyő (Abies alba)
    - lucfenyő (Picea abies)
    - vörösfenyő (Larix decidua)

  - madárberkenye (Sorbus aucuparia)

- Lágyszárúak:
  - kétszikűek:

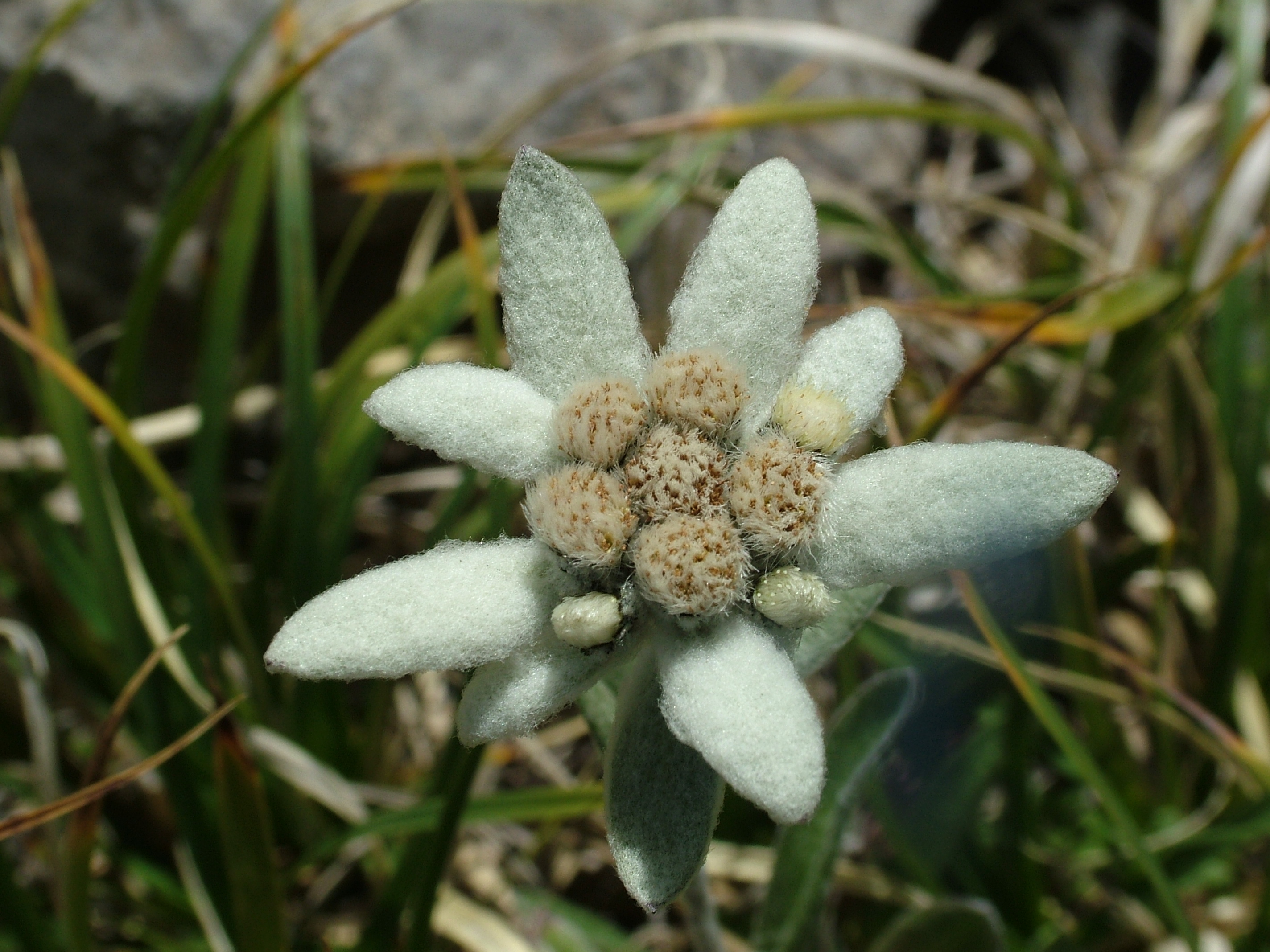
Havasi gyopár

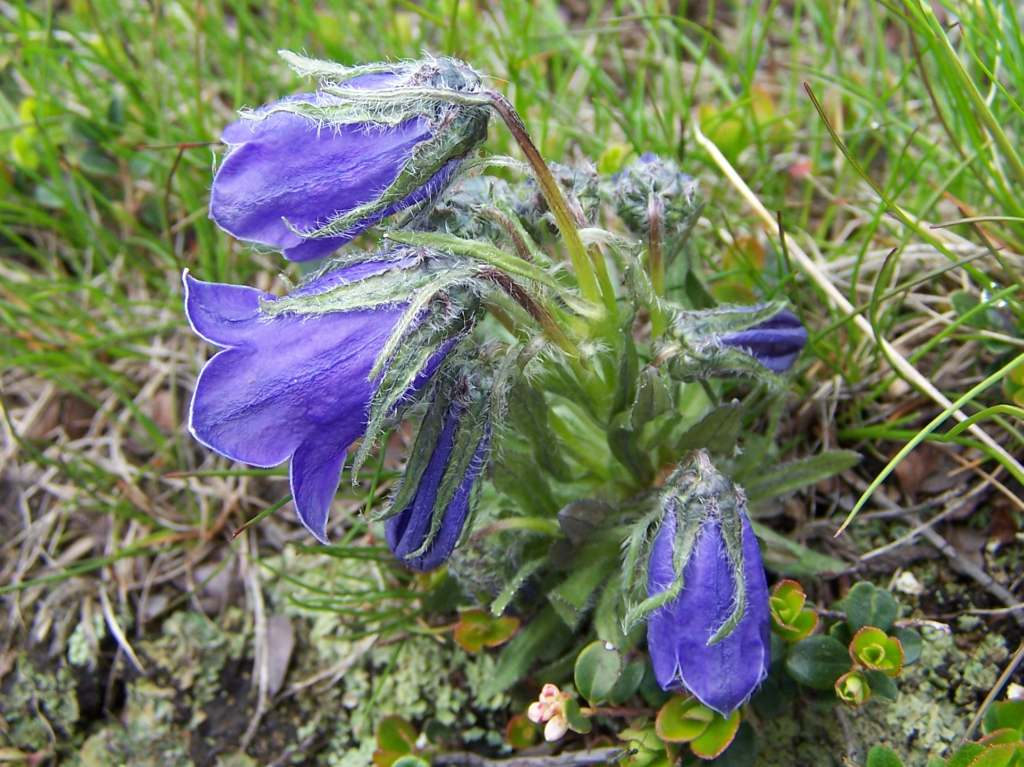
Kárpáti harangvirág

    - havasi gömbbecő vagy Kerner-tarsóka (Kernera saxatilis)
    - havasi gyopár (Leontopodium alpinum)
    - havasi medvegyökér (Ligusticum mutellina)
    - havasi szirtipáfrány (Woodsia alpina)
    - havasi turbolya (Anthriscus nitidus)
    - havasi varázslófű (Circaea alpina)
    - havasi veselke (Chrysosplenium oppositifolium)
    - hegyi kövirózsa (Sempervivum montanum)
    - hegyi varjúháj (Sedum telephium ssp. fabaria)
    - kárpáti harangvirág (Campanula carpatica)
    - kárpáti kőtörőfű (Saxifraga carpatica)
    - sárga kövirózsa (Sempervivum globiferum subsp. hirtum)

## Állatvilága
Az erdőhatár fölött nem egyszer találkozhatunk a Tátra legismertebb, és egyik legnagyobb emlősével, a zergével. Hajnalban és napnyugta előtt legel, ilyenkor közelíthető meg leginkább. Óvatos állat, egy közülük mindig őrködik, s ha veszélyt érez, rekedtes füttyentéssel jelez. Mindig csapatosan él, s ha a jelzés elhangzik, a csapat minden tagja felkapja a fejét, körülnéz, és ha a legidősebb tapasztalt nőstény megindul, valamennyi állat menekül. Nagyszerű látvány egy ilyen csoport mozgása: az ügyesség, erő és vakmerőség csodálatos összhangja. Amióta a zergék védelem alatt állnak, kevésbé félnek, jobban megközelíthetők, lefényképezhetők.
A Tátrában mintegy 900 zerge él. C. Coututier szerint e népesség nem tartozik a zerge egyik ismert alfajához sem. (11 alfajt különböztetnek meg) Az elismert francia szakember a tátrai zergét önálló alfajnak tartja, amely a jégkorszak után elszigetelten fejlődött. Ezért különböztetik meg alpesi, appennini és balkáni rokonaitól. Sok olyan jegye van, melyek nincsenek meg más kárpáti hegységek zergéinél sem. Ezért elmondható, hogy olyan zerge, amilyen a Tátrában él, csupán kb. 900 egyed van a földtekén. A tátrai zerge a hegység szimbóluma.
A második jellegzetes állat a mormota. Ürgéhez hasonló, hosszú téli álmot alvó, félénk, de kíváncsi állat. Téli szállását mélyen a föld alatt építi meg. Amint a havasokon kisarjad a friss tavaszi növényzet, a magasabb régiókba vándorol. Jóízű húsa és gyógyhatásúnak tartott hája miatt a déli oldalon csaknem teljesen kiirtották. A Magyarországi Kárpát Egyesület (MKE) a Tátra északi oldaláról telepített át állatokat, amelyek elszaporodtak, s a mormota napjainkban már mindenütt megtalálható.
A Magas-Tátra sziklás bércein honos a szirti sas, amely a sziklafalak hozzáférhetetlen helyein fészkel. Nevezett ragadozót a vadállomány pusztítása miatt még a háború előtt oly mértékben irtották, hogy ma csupán 2–3 pár fészkel az egész területen.
A magas hegyek legszebb madara a hajnalmadár. Csak a sziklák között él, és ott keresi táplálékát, a repedésekben rejtőző rovarokat, álcákat, petéket. Repülő rovarokat is fog. Szépsége csak repülés közben bontakozik ki igazán. Az apró hamuszürke madár tollai a szárnyak alatt bíborvörös színűek, s repülés közben igen szép látványt nyújtanak. Főleg a hegymászók találkoznak e madárral. Sok állat él még a Tátrában, de legnagyobb részük kerüli az embert; rejtőzködő életmódjuk miatt nemigen kerülnek szem elé.
A Tátra alján fészkel a fehér gólya, és Zúgó (Podspády) környékén, a Ždiari-törésben előfordul a ritka fekete gólya is. A sűrű erdőkben számos őz, szarvas, vaddisznó, róka, borz, vadmacska, valamint sok apró rágcsáló él. Ezen a területen olyan ritka állatfajok is előfordulnak, amelyek Nyugat-Európában már rég kipusztultak, mint a barna medve, a farkas, a hiúz és a vidra. Sok erdei vad, mint például a medve, nyáridőben az erdőövezet felső határán túli fátlan területeken is otthonra talál. Az alhavasi és a havasi öv több olyan ritka, s szigorúan védett állatfaj élőhelye, melyek az utolsó jégkorszak idejéből valók. Ilyen a tátrai zerge, a havasi mormota, továbbá kevésbé ismert emlősök, mint például a tátrai havasi pocok és a hegyi cickány.
A magashegységi madárvilág jellemző képviselője az erdőövezet felső határán tanyázó fenyőszajkó, félénk magtörő, amely leginkább a cirbolyafenyő magvaival táplálkozik.
Nyaranta keresztes viperák sütkéreznek a sziklákon: ez az egyedüli kígyófaj, mely előfordul a Tátra magasabb fekvésű helyein. A tátrai patakok hala a pisztráng, a pénzes pér, a kölönte és a küllő. Csak az alacsonyabban fekvő tátrai tavakban élnek halak: a Poprádi-tó természetes élőhelye a pisztrángnak. A Csorba-tóban élő halak nagy részét mesterségesen telepítették. A Furkota-tavak hideg vizének egyedüli lakója az átlátszó kérges északi tócsarák.
Jellegzetes állatok:
Emlősök:

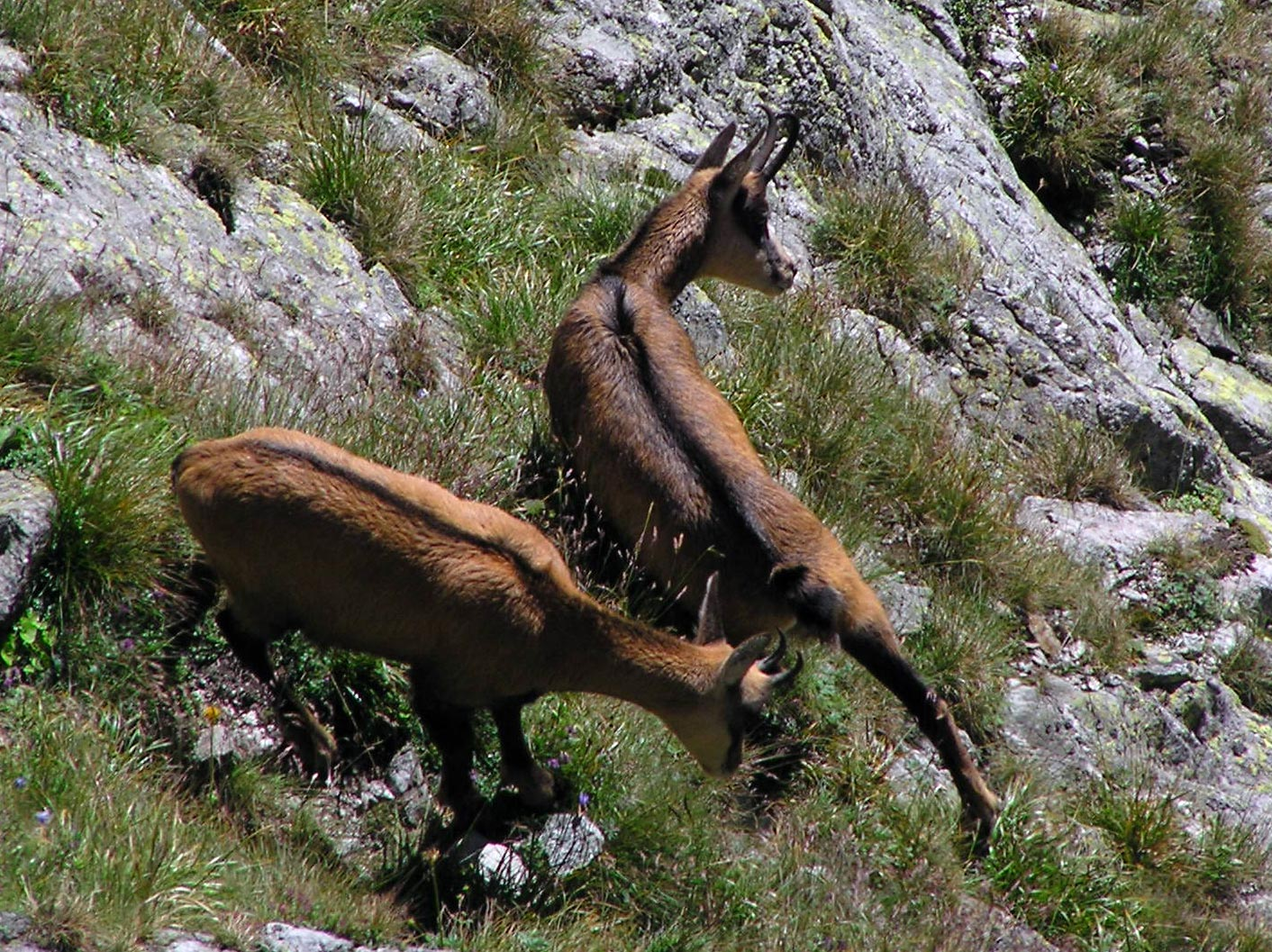
Zerge, a hegység jelképe

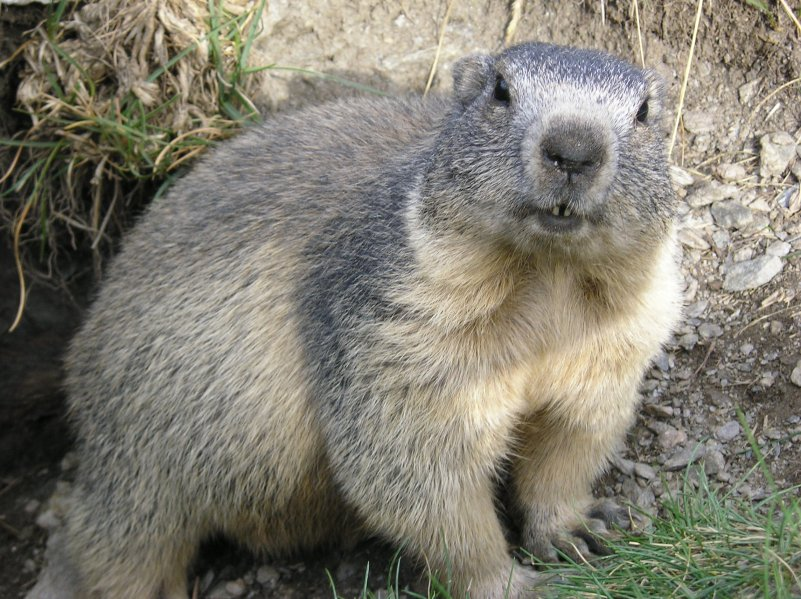
Havasi mormota

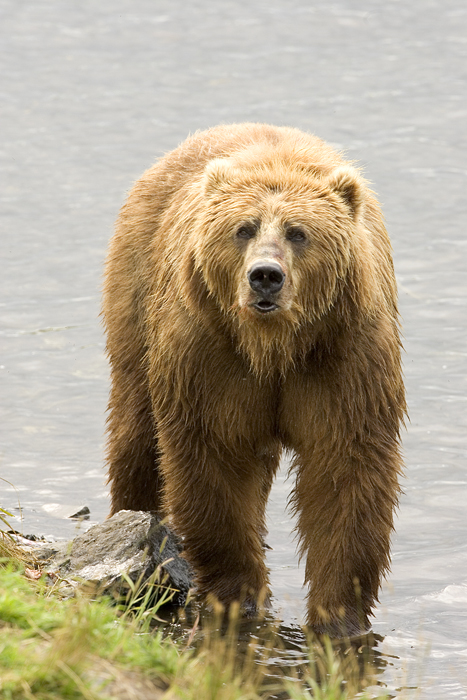
Barna medve

- Tátrai zerge (Rupicapra rupicapra tatrica) – Havasi övezet
- Tátrai havasi mormota (Marmota marmota latirostris) – Havasi övezet
- Barna medve (Ursus arctos) – Zárt erdők övezete
- Farkas (Canis lupus) – Zárt erdők övezete
- Kárpáti hiúz (Lynx lynx carpathica) – Zárt erdők övezete
- Borz (Meles meles) – Zárt erdők övezete
- Szarvas (Cervus elaphus) – Zárt erdők övezete
- Őz (Capreolus capreolus) – Zárt erdők övezete
- Erdei nyest (Martes martes) – Zárt erdők övezete
- Tátrai havasi pocok (Microtus nivalis mirhanreini) – Havasi övezet
- Havasi cickány (Sorex alpinus) – Havasi övezet
- Mókus (Sciurus vulgaris) – Zárt erdők övezete
- Közönséges denevér (Myotis myotis)
- Bajuszos denevér (Myotis mystacinus)
- Brandt-denevér (Myotis brandtii)
- Csonkafülű denevér (Myotis emarginatus)

Madarak:
- Szirti sas (Aquila chrysaetos) – Havasi övezet
- Kis sólyom (Falco columbarius)
- Uráli bagoly (Strix uralensis)
- Karvalybagoly (Surnia ulula)
- Európai törpekuvik (Glaucidium passerinum)
- Háromujjú harkály (Picoides tridactylus)
- Hajnalmadár (Trichodroma muraria)
- Havasi szürkebegy (Prunella collaris)
- Havasi pityer (Anthus spinoletta)
- Havasi sarlósfecske (Apus melba)
- Siketfajd (Tetrao urogallus)
- Nyírfajd (Lyrurus tetrix)
- Fenyőszajkó (Nucifraga caryocatactes)
- Fenyvescinege (Parus ater)
- Búbos cinege (Parus cristatus)

Hüllők:
- Hegyi gyík (Lacerta vivipara)
- Keresztes vipera (Vipera berus)

Rákok:
- barlangi vakrák (Bathynella natans)

Halak:
- Sebes pisztráng (Salmo trutta)
- Cifra kölönte (Cottus poecilopus)
- Botos kölönte (Cottus gobio)
- Pénzes pér (Thymallus thymallus)
- Kövi csík (Barbatula barbatula)
- Menyhal (Lota lota)
- Bodorka (Rutilus rutilus)
- Fejes domolykó (Squalius cephalus)
- Vágó csík (Cobitis taenia)

Bogarak:
- Északi levelész (Chrysolina lichenis)
- Havasi futrinka (Carabus linnaei)
- Érces tarfutó (Calathus metallicus)

## Közlekedés

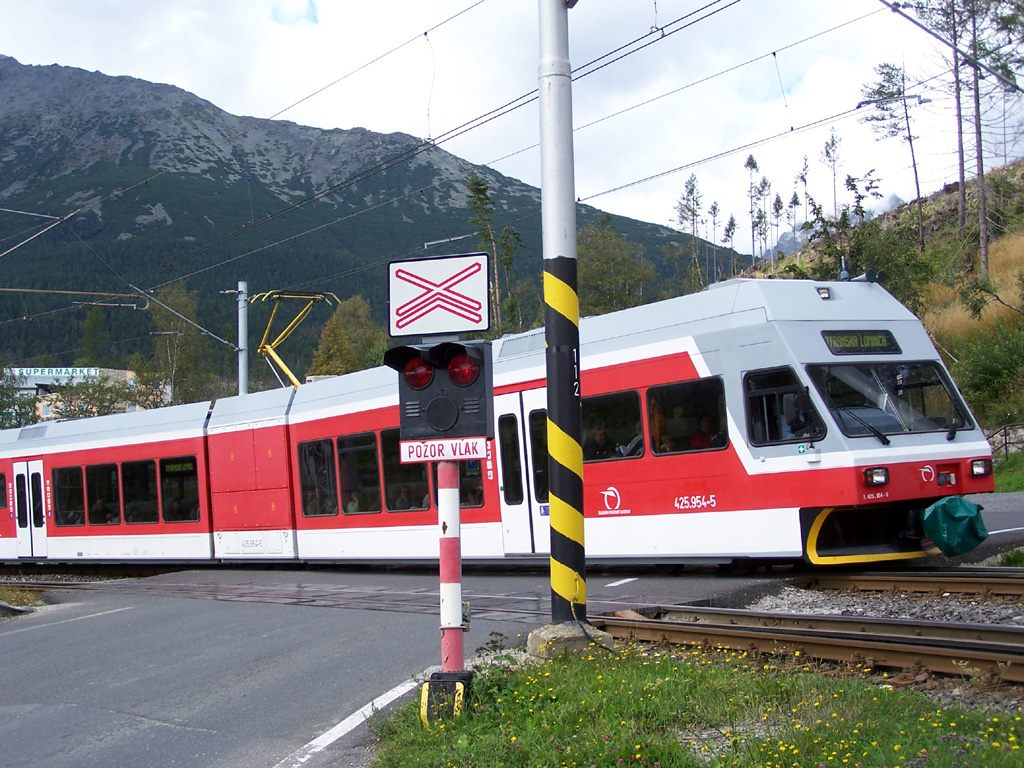
A tátrai villamos Ótátrafüreden

### Tátrai villamosvasút
Tátravillamos a tátrai településeket (Tátravárost)
- Csorbató és Poprád
- Ótátrafüred és Tátralomnic

viszonylaton köti össze, mely lehetővé teszi, hogy a túránkat ne a kezdőhelynél fejezzük be, mert a „villamossal” visszajuthatunk a kiindulásunkhoz, amennyiben szükséges.

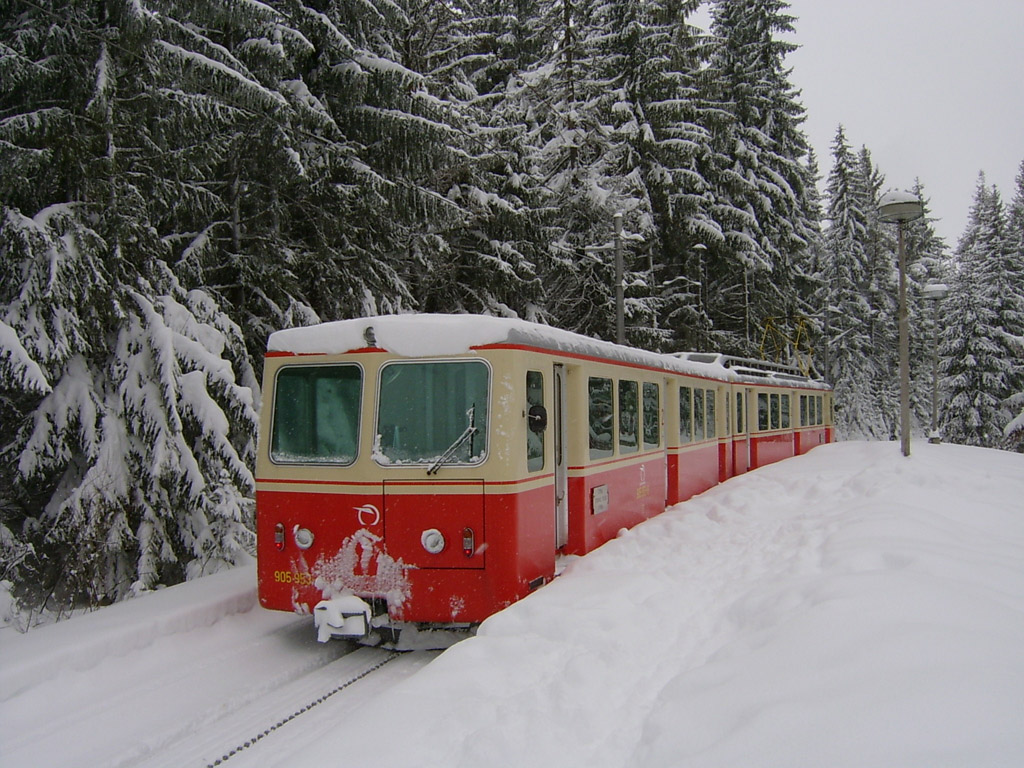
A Fogaskerekű a Tátracsorba feletti Lieskovec megállóhelyen

### Fogaskerekű vasút
- A Tátracsorbán lévő csorbai vasútállomás és Csorbató között a Csorbatói Fogaskerekű Vasút szállítja az utasokat

### Sikló

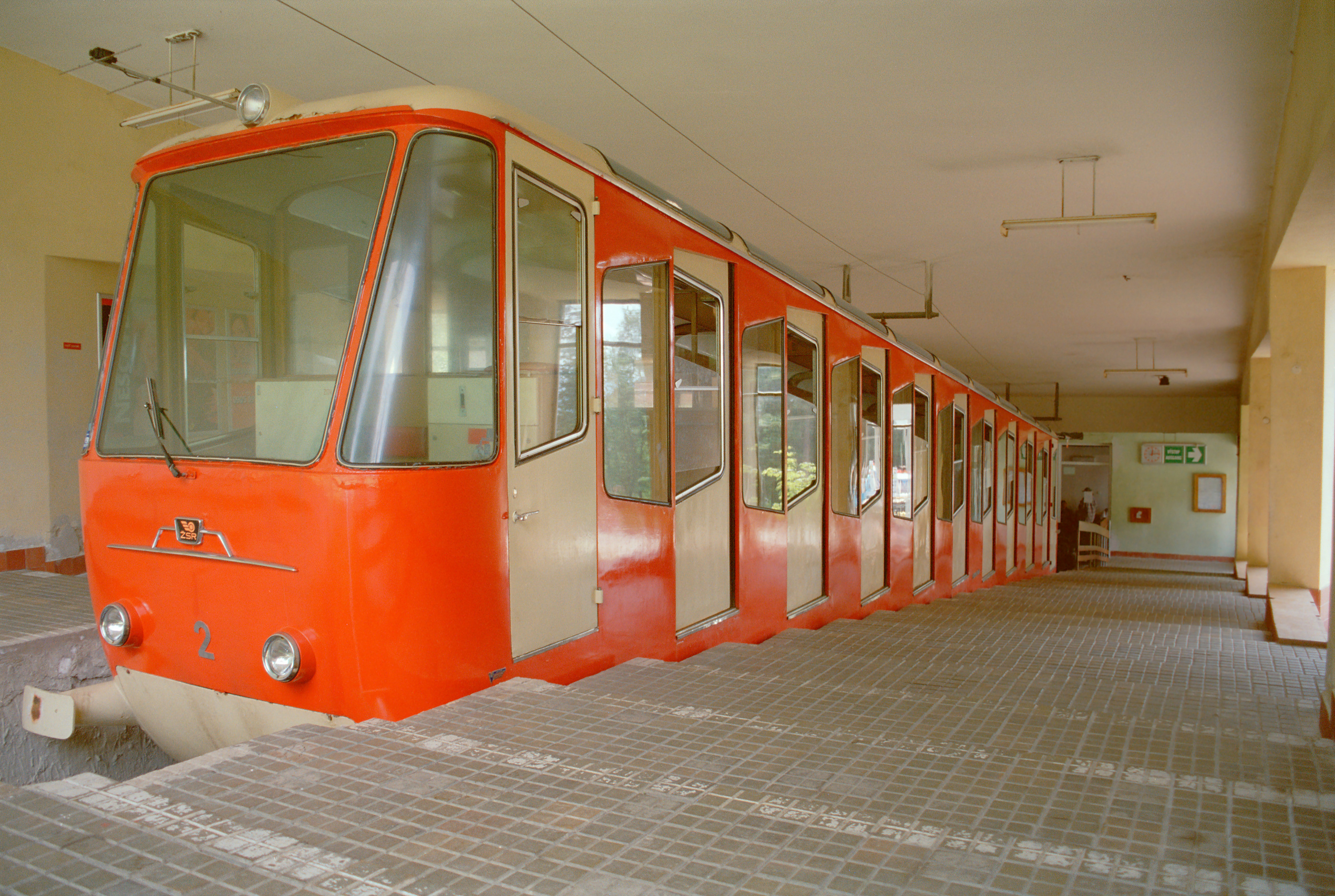
A sikló a tátrafüredi végállomáson

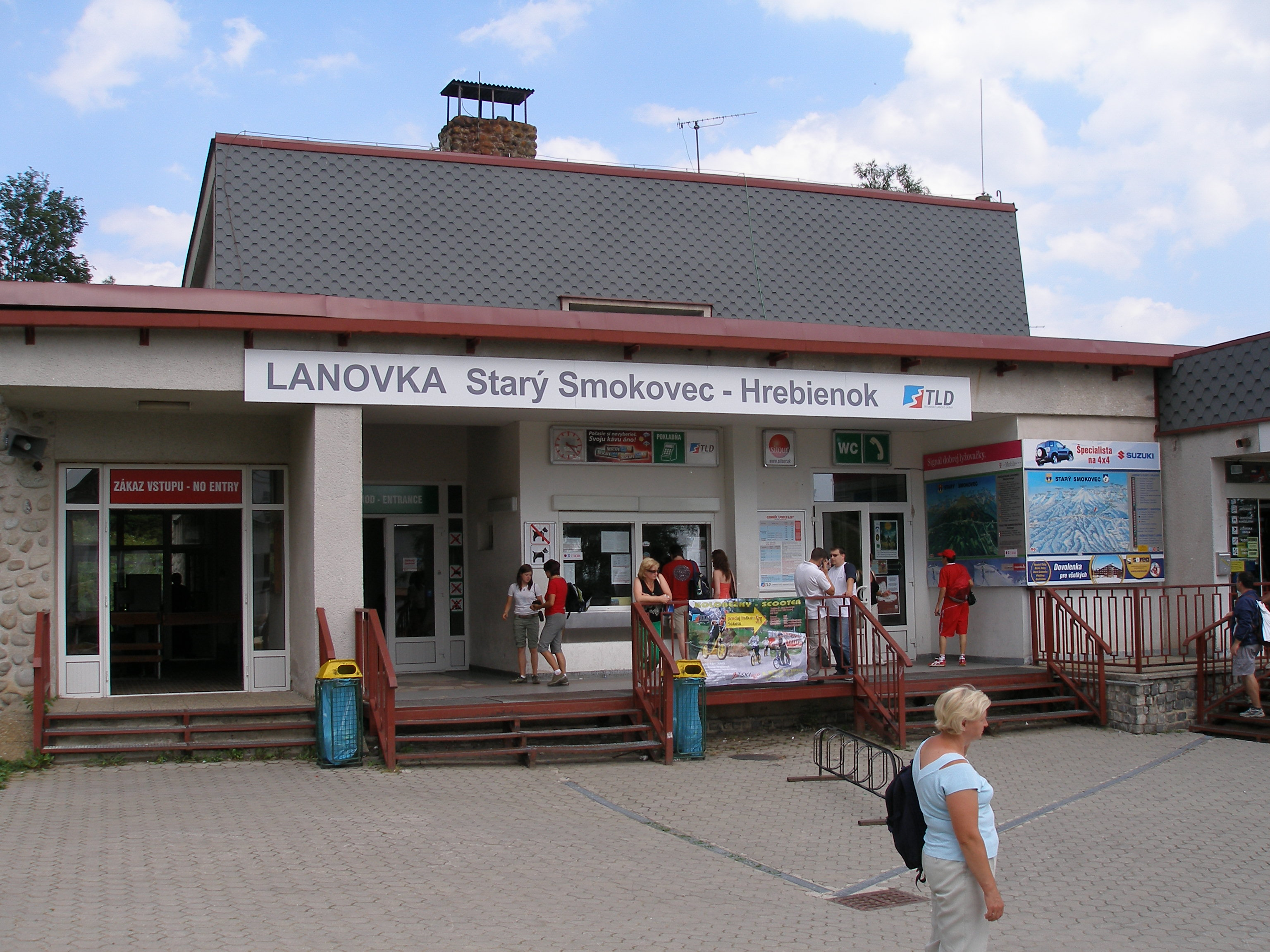
A sikló a tátrafüredi végállomása és a jegypénztár

- Ótátrafüred és Tarajka között sikló közlekedik.

1908-ban helyezték üzembe a drótkötélpályát, az eredeti nyomvonalán egészen 1967-ig üzemelt.
A sikló nagyjavítását 1967-ben végezték el. Az egész közlekedési rendszer technológiáját az olasz Ceretti-Tanfani cég szállította.
2007 novemberében cserélték a két szerelvényt újakra. , képgaléria 
- Műszaki paraméterek:
  - Alsó állomás: Ótátrafüred (Starý Smokovec) – 1025 m
  - Felső állomás: Tarajka (Hrebienok) – 1263 m
  - A pálya teljes hossza: 1937 méter
  - Szintkülönbség: 238 méter
  - Menetidő: 7 perc (2007-ig a régi sikló) 5 perc (2008-tól az új szerelvények)
  - Max. emelkedés: 149‰
  - Max. szállítási férőhely: 128 személy (2007-ig a régi sikló) 160 személy (2008-tól az új szerelvények)
  - Max. szállítási kapacitás: 900 személy/óra
  - Tulajdonos: TLD 
  - Üzemidő: naponta 7.30 órától – 19.00 óráig

### További információk

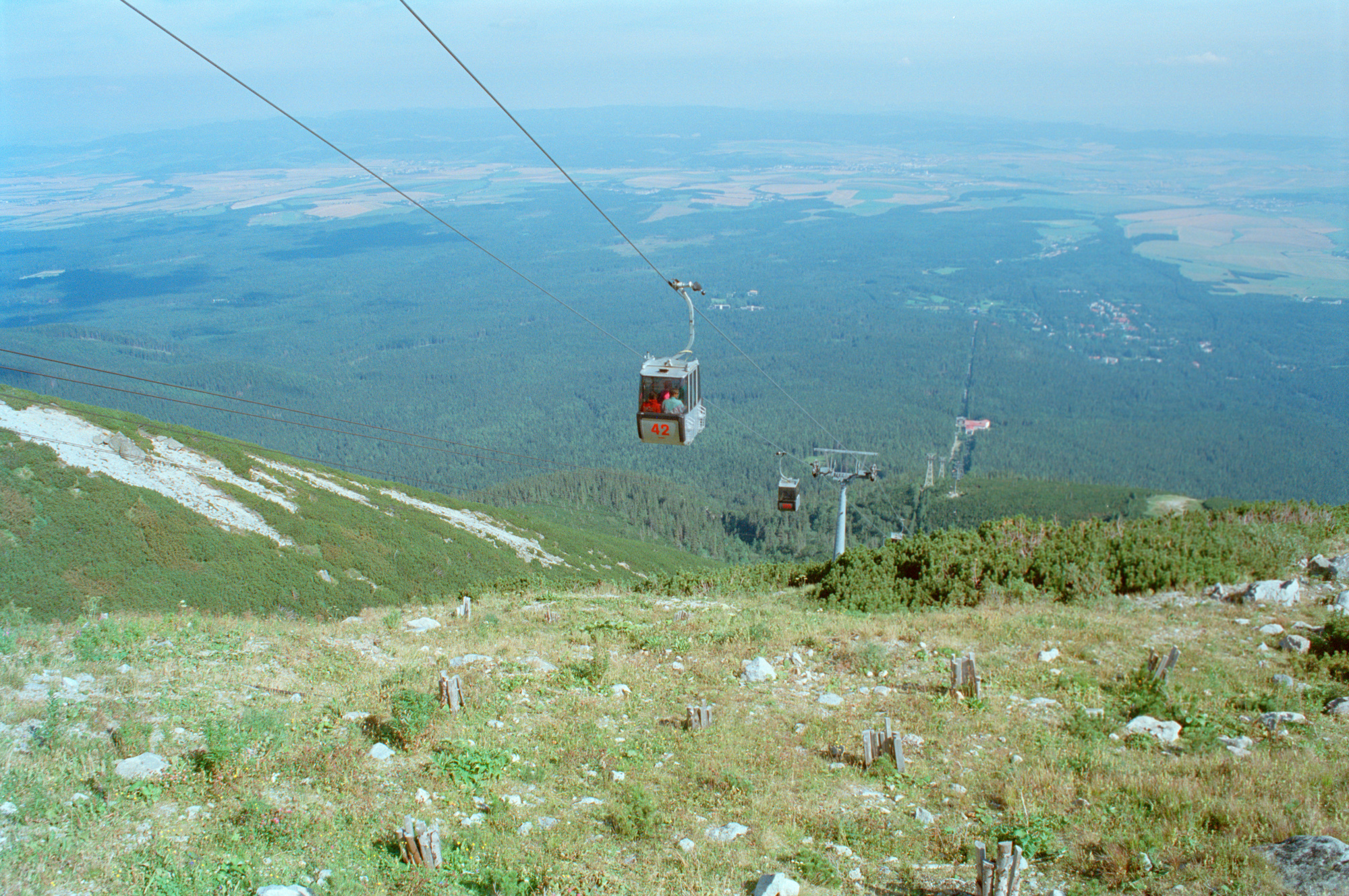
Lanovka Tátralomnic és a Kő-pataki-tó között

### Libegők, felvonók, lanovkák
- Csorbató – Szoliszkó menedékház (1830 m)
- Tátralomnic (Sasanka Hotel mellől) – Kő-pataki-tó (1772 m)
- Tátralomnic (Grandhotel Prága mellől) – Kő-pataki-tó (1772 m) jelenleg menetrendszerű üzemen kívül
- Kő-pataki-tó – Lomnici-nyereg (2190 m)
- Kő-pataki-tó – Lomnici-csúcs (2634 m)

## Főbb völgyei
- Szmrecsini-völgy, Fenyves-tavi-völgy (Temnosmrečinská dolina)
- Kapor-völgy, Koprova-völgy (Koprová dolina)
  - Hlinszka-völgy (Hlinská dolina)
- Furkota-völgy (Furkotská dolina)
- Malompataki-völgy, Mlinica-völgy (Mlynická dolina)
- Menguszfalvi-völgy (Mengusovská dolina)
- Békás-tavak katlana (Kotlina Žabích Plies)
- Batizfalvi-völgy (Batizovská dolina)
- Felkai-völgy (Velická dolina)
- Tar-pataki-völgy (Studená dolina)
  - Nagy-Tarpataki-völgy (Veľká Studená dolina)
  - Kis-Tarpataki-völgy (Malá Studená dolina)
- Kő-pataki-völgy (Skalnatá dolina)
- Zöld-tavi-völgy (Dolina Zeleného plesa)
- Késmárki-Fehérvíz-völgy (Dolina Kézmarskej Bielej vody)
- Jávor-völgy (Javorová dolina)
- Poduplaszki-völgy (Bielovodská dolina)

## Tengerszemek

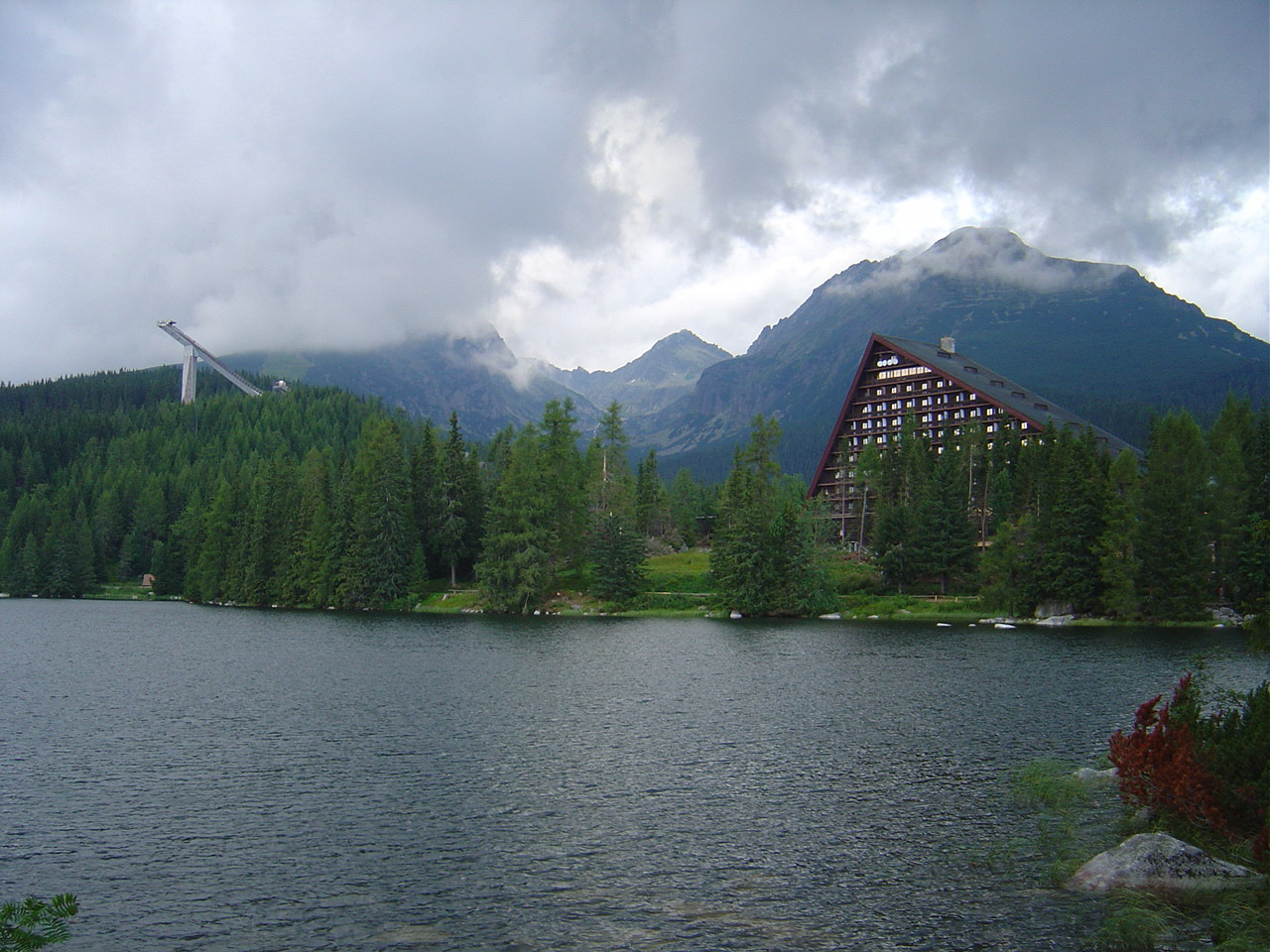
A Csorba-tó a Pátria szállóval

A tíz legnagyobb tó a szlovákiai Tátrában:
- Nagy-Hincó-tó – Veľké Hincovo pleso 20,08 ha – 1944,8 méter magasan a Hincó-tavi-katlanban, mely a Menguszfalvi-völgy része;
- Csorba-tó – Štrbské pleso 19,76 ha – 1346,6 méter magasan a Furkota-völgy és a Malompataki-völgy találkozásánál;
- Alsó-Fenyves-tó, Alsó-Szmrecsini-tó, Pribilinai-tó – Nižné Temnosmrečinské pleso, Nižné Smrečinské pleso 12,00 ha – 1624 méter magasan a Fenyves-tavi-völgyben Szmrecsini-völgyben;
- Poduplaszki-Felső-Békás-tó – Vyšné Žabie pleso bielovodské 9,56 ha – 1699 méter magasan a Poduplaszki-völgyben;
- Poprádi-tó – Popradské pleso 6,88 ha – 1494,3 méter magasan a Menguszfalvi-völgyben;
- Felső-Fenyves-tó, Felső-Szmrecsini-tó, Megfagyott-tó – Vyšné Temnosmrečinské pleso, Vyšné Smrečinské pleso 5,55 ha – 1716 méter magasan a Fenyves-tavi-völgyben Szmrecsini-völgyben;
- Alsó-Terianszki-tó – Nižné Terianske pleso 5,47 ha – 1941 méter magasan a Nefcer-völgyben;
- Felső-Wahlenberg-tó – Vysné Wahlenbergovo pleso 5,18 ha – 2157 méter magasan a Furkota-völgyben;
- Kriván alatti Zöld-tó – Krivánske Zelene pleso 5,16 ha – 2012,5 méter magasan a Vázseci-völgyben;
- Poduplaszki-Alsó-Békás-tó – Nižné Žabie pleso bielovodské 4,64 ha – 1674,6 méter magasan Poduplaszki-völgyben;
- Kő-pataki-tó – Skalnaté pleso mellette az Encián-Szálló a kabinos felvonó felső állomásával, s innen indul a Lomnici-csúcsra a lanovka.

A lengyel Tátra 10 legnagyobb tava:
- Halas-tó – Morskie Oko 34,9 ha
- Nagy-tó – Wielki Staw 34,3 ha
- Tengerszem – Czarny Staw 20,6 ha

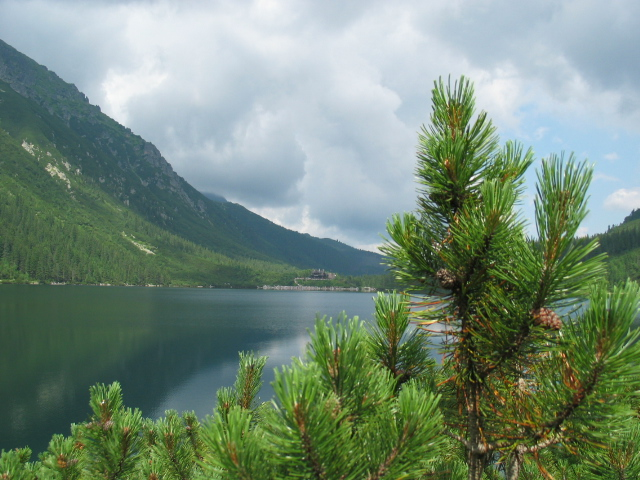
A Tátra legnagyobb tengerszeme, a Halas-tó

- Gasienicai-Fekete-tó – Czarny Staw Gasienicowí 17,9 ha
- Öt-tavi-Fekete-tó – Czarny Staw z Pieciu Stawów 12,7 ha
- Elülsö-tó – Przedni Staw 7,7 ha
- Hátsó-tó – Zadni Staw 6,4 ha
- Zöld-tó (Lengyelország) – Zielony Staw 3,8 ha
- Hosszú-tó – Dlugi Staw 1,6 ha
- Kurtowiec – 1,5 ha

## Főbb csúcsai

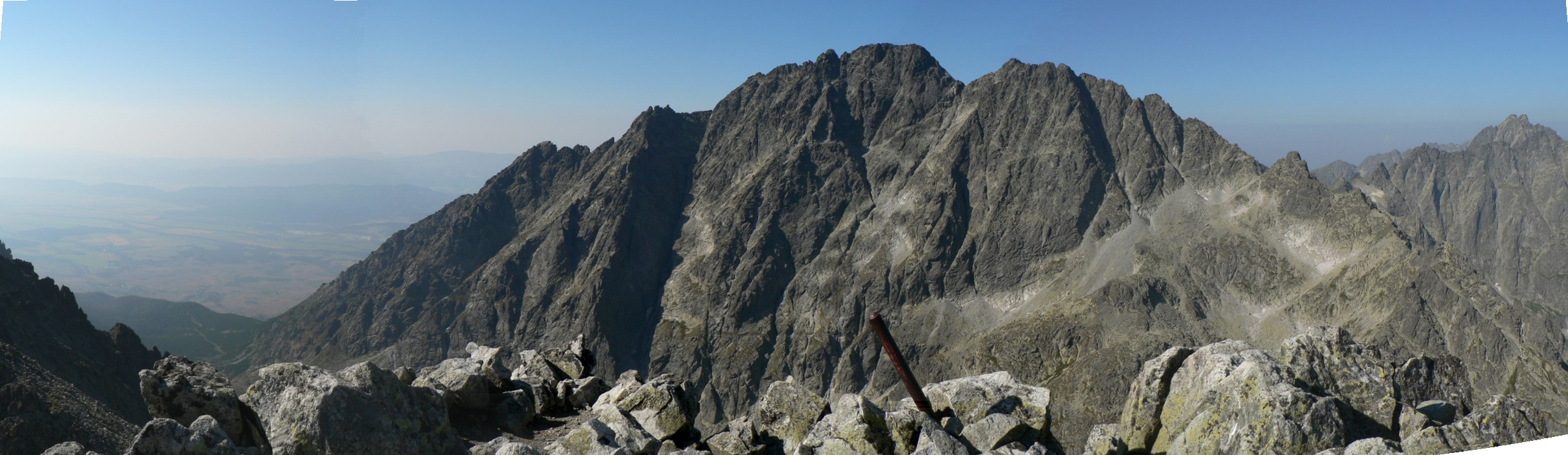
Gerlachfalvi-csúcs (2655 m)

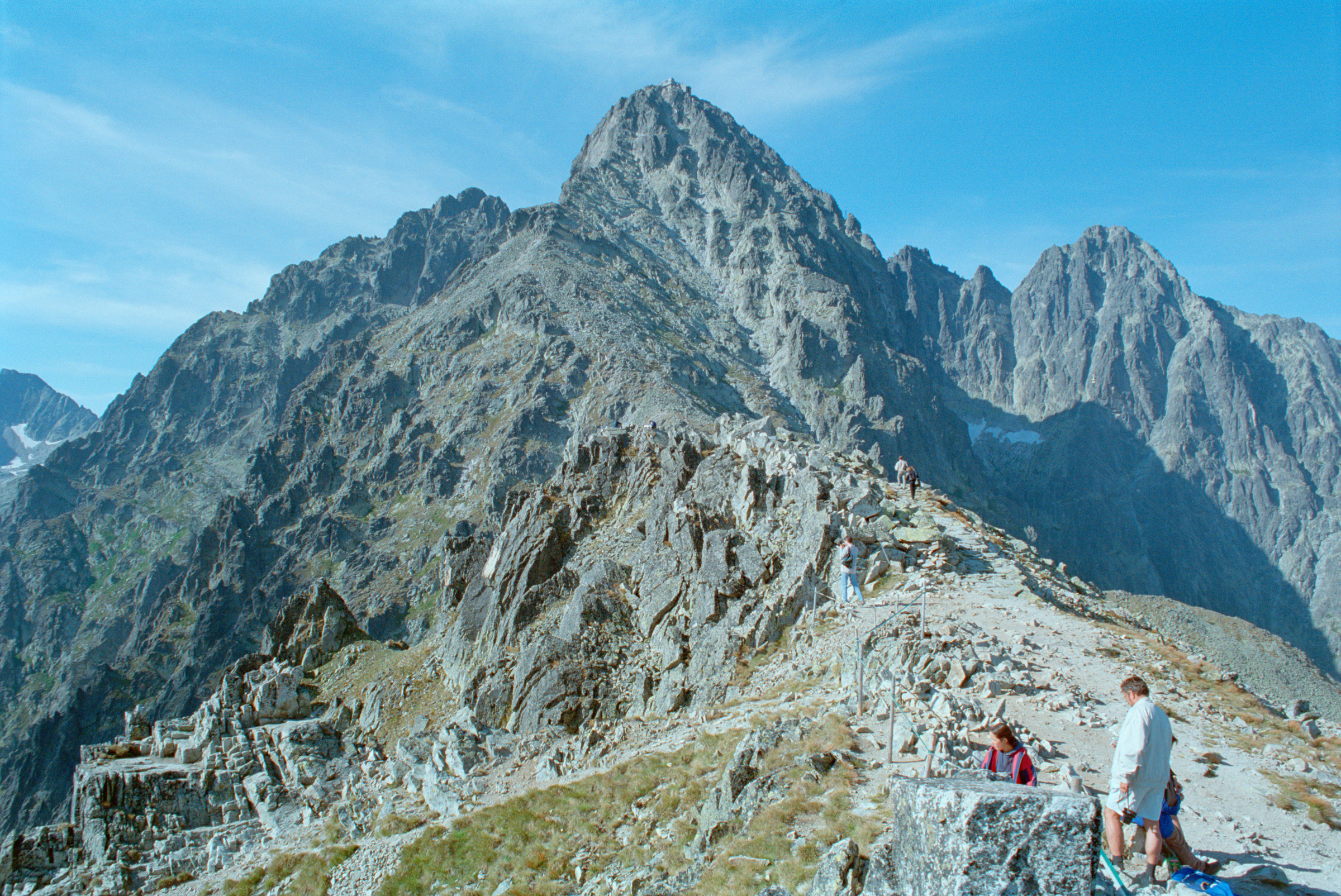
Lomnici-csúcs (2634 m) a Lomnici-nyeregből

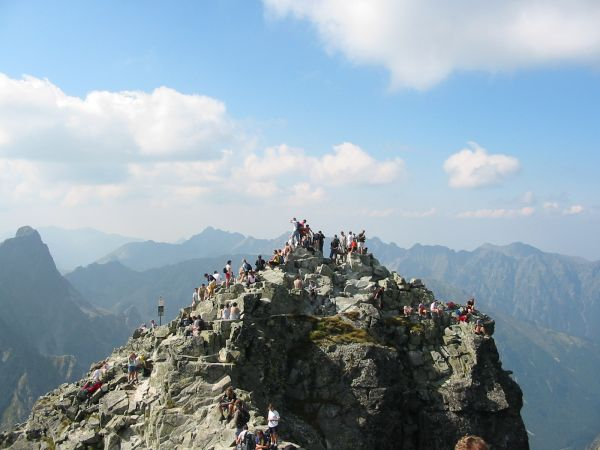
Csúcsforgalom a Tengerszem-csúcson (2503 m)

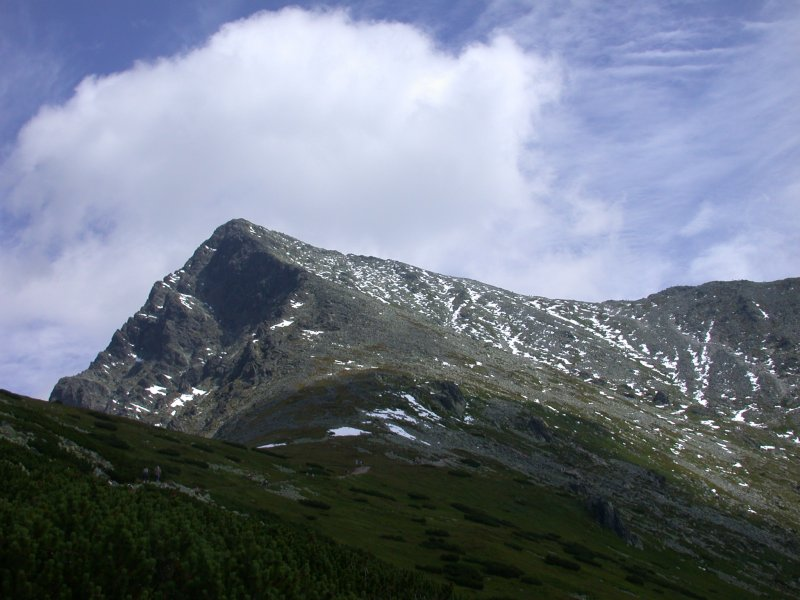
Kriván (2494 m)

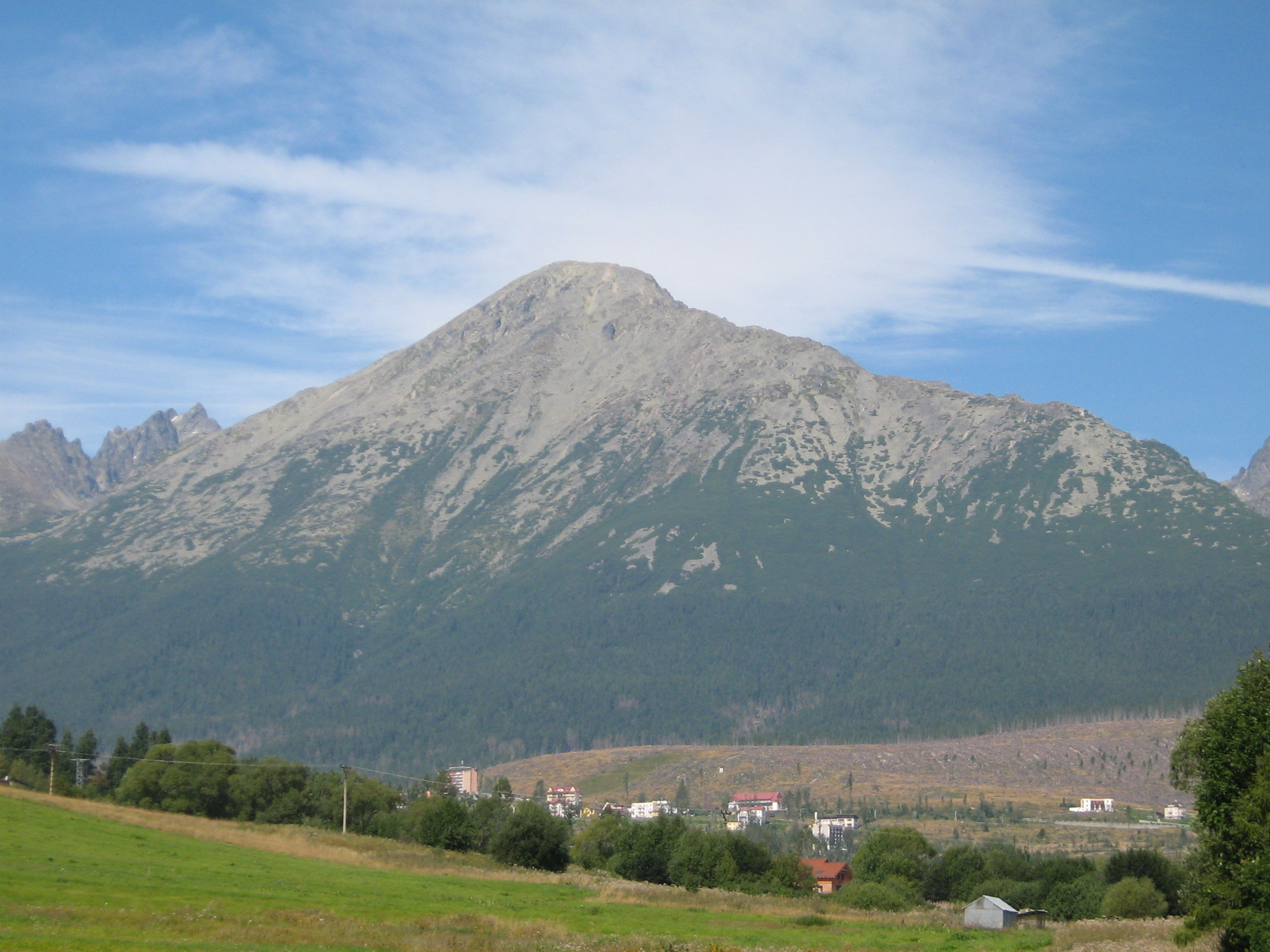
Nagyszalóki-csúcs (2452,4 m)

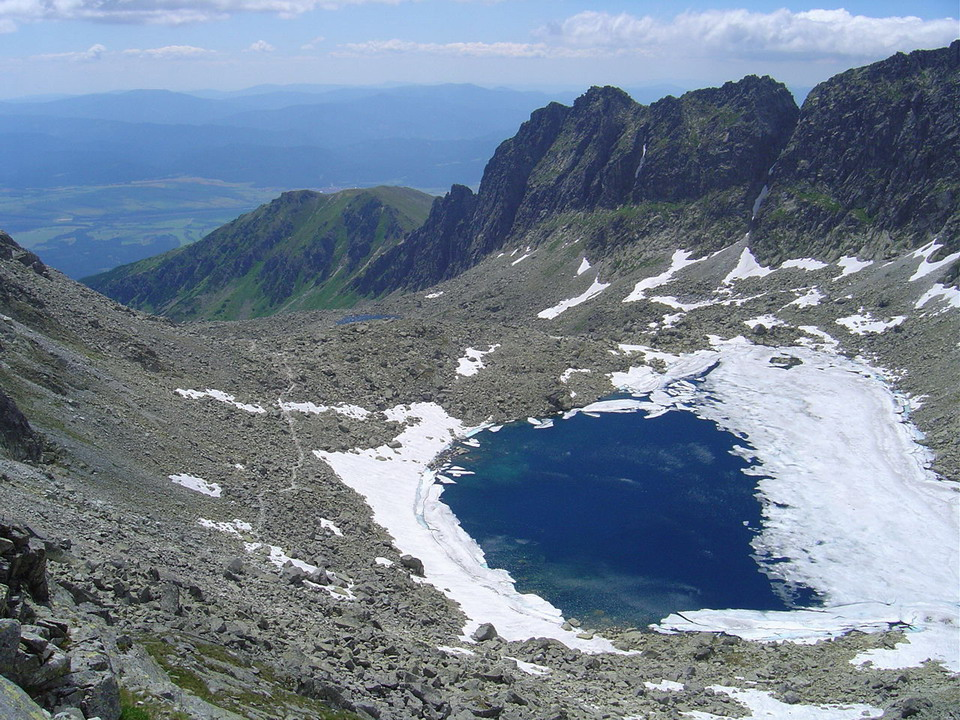
Kilátás a Lorenz-hágóból a Furkota-völgyben, 2157 méter magasan fekvő Felső-Wahlenberg-tóra

A Magas-Tátra 31 legmagasabb csúcsa:
- Gerlachfalvi-csúcs (Ferenc József-csúcs) – Gerlachovský štít (2655 m)
- Nagy-Gerlachfalvi-őrtorony – Veľká gerlachovská stráž (2642 m)
- Középső-Gerlachfalvi-csúcs – Gerlachovská veža (2642 m)
- Lomnici-csúcs – Lomnický štít (2634 m)
- Jég-völgyi-csúcs – Ľadový štít (2627 m)
- Fecske-torony (Lomnici északi mellékcsúcs) – Pyšný štít (2623 m)
- Hátsó-Gerlachfalvi-csúcs (Gerlachfalvi-mellékcsúcs) – Zadný Gerlachovský štít (2616 m)
- Markazit-torony – Malý Ľadový štít (2611 m)
- Déli-Lavina-torony – Lavínový štít (2606 m)
- Kis-Gerlachfalvi-csúcs – Kotlový štít (2601 m)
- Északi-Lavina-torony – Lavínová veža (2600 m)
- Kis-Markazit-torony – Malý Ľadový štít, JV vrchol (2599 m)
- Téry-csúcs – Malý Pyšný štít (2591 m)
- Kőparipa – Ľadový kôň (2585 m)
- Nagy-Gerlachfalvi-torony – Veľká Litvorová veža (2581 m)
- Hüvelyk Matyi – Loktibrada (2575 m)
- Egenhoffer-csúcs – Strapatá veža (2565 m)
- Tátra-csúcs – Výsoká (2560 m)
- Késmárki-csúcs – Kežmarský štít (2558 m)
- Chmielowski-csúcs – Supia veža (2540 m)
- Keskeny-tető (Koncsiszta) – Končistá (2535 m)
- Középső-Gerlachfalvi-torony – Malá Litvorová veža (2533 m)
- Zöld-tavi-csúcs (Kossuth Lajos-csúcs) – Baranie rohy (2526 m)
- Déchy-csúcs (Tátra-csúcs keleti mellékcsúcsa) – Dračí štít (2523 m)
- Nagy-Villa-csúcs – Veľká Vidlová veža (2522 m)
- Roth Márton-csúcs (Tátra-csúcs északi mellékcsúcsa) – Ťažký štít (2520 m)
- Kis-Déchy-csúcs – Malý Dračí štít (2518 m)
- Öt-tavi-csúcs – Veterný štít (2515 m)
- Wéber-csúcs – Malý Kežmarský štít (2513 m)
- Jég-völgy-váll – Zadný Ľadový štít (2507 m)
- Jolán-csúcs – Ovčiarska veža (2490 m)

A Magas-Tátra jelzett turistaúton elérhető csúcsai:
- Tengerszem-csúcs – Rysy (2503 m)
- Kriván – Kriváň (2494,7 m)
- Nagyszalóki-csúcs – Slavkovský štít (2452,4 m)
- Kis-Viszóka-csúcs – Vychodná Výsoká (2428,6 m)
- Kapor-csúcs Koprova-csúcs – Kôprovský štít (2363,3 m)
- Királyorr – Nos (2273,1 m)
- Fehér-tavi-csúcs – Jahňací štít (2229,6 m)
- Elülső-Szoliszkó – Predné Solisko (2093,3 m)
- Oszterva (Menguszfalvi-szószék) – Ostrva (1984 m)

## Főbb hágói, nyergei, átjárói
A Magas-Tátra jelzett turistaúton járható hágói, nyergei:
- Kis-Nyereg-hágó – sedlo Sedielko (2376,4 m)
- Vörös-torony-hágó – Priečne sedlo (2352,3 m)
- Hunfalvy-hágó – sedlo Váha (2339,7 m)
- Lorenz-hágó – Bystré sedlo (2314 m)
- Rovátka – sedlo Prielom (2290,4 m)
- Furkota-hágó – Furkotské sedlo (2277 m)
- Lengyel-nyereg – Poľský hrebeň (2199,6 m)
- Lomnici-nyereg – Lomnické sedlo (2190,4 m)
- Felső-Kapor-hágó Felső-Koprova-hágó – Vyšné Kôprovské sedlo (2180 m)
- Morgás-hágó – sedlo pod Svištovkou (2023 m)
- Sima-hágó – Hladké sedlo (1993,4 m)
- Oszterva-nyereg – sedlo pod Ostrvou (1966,4 m)
- Retesz-hágó Závori-hágó – sedlo Závory (1876,5 m)
- Kopa-hágó – Kopske sedlo (1750,2 m)

## Magasabb vízesései
- Nefcer-vízesés (Nefcer-patak) – lépcsőnként 80 m
- Szmrecsini-vízesés (Szmrecsini-patak) – 30 m
- Fátyol-vízesés (Malom-patak, Mlinica-patak) – 25 m
- Felső- vagy Kis-vízesés (Tar-patak) – 22 m
- Óriás-vízesés (Tar-patak) – 20 m
- Rohácsi-vízesés (Úr-völgyi-patak, Spálená-völgyi-patak) – 18 m
- Alsó- vagy Hosszú-vízesés (Tar-patak) – 16 m
- Hviezdoslav-vízesés (Fehér-víz) – 15 m
- Felkai-vízesés (Felka-patak) – 15 m
- Cseh-vízesés (a Cseh-tó befolyásán) – 12 m

## Barlangok

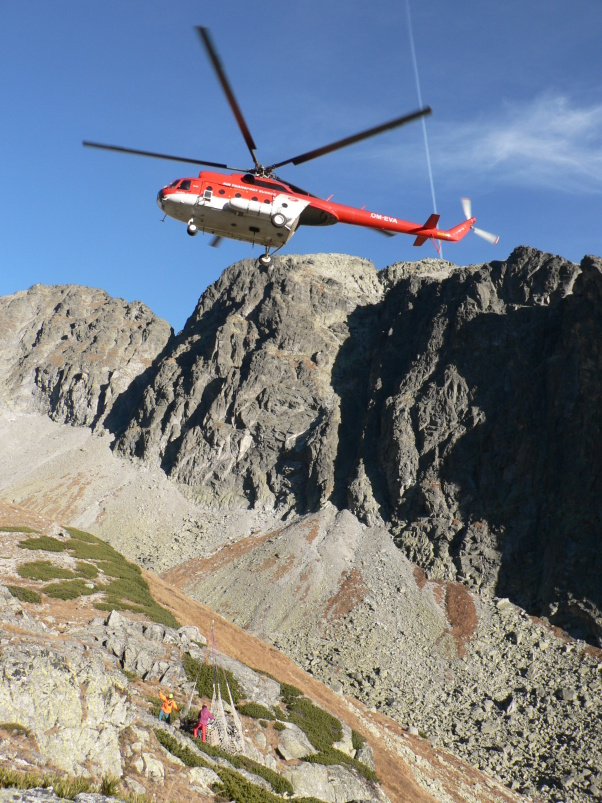
Mi–8-as helikopter a Nagy-Tarpataki-völgyben

- Idegenforgalmilag látogatható barlangok:

- Vázseci-cseppkőbarlang (Važecká jaskyňa) – Magas-Tátra és az Alacsony-Tátra közötti völgy; teljes hossza: 530 m; A látogatási útvonal 235 m hosszú.

A Tátraaljánál fekvő Vázseci-karsztban, Vázsec (Važec) község nyugati peremén, Liptószentmiklós (Liptovský Mikuláš) és Poprád között található. A barlang bejárata 8 méterrel a Fehér-Vág szintje felett, 784 m tengerszint feletti magasságban nyílik. 1934-től látogatható, 1954-ben újjáépítették a barlang látogatási útvonalát és bevezették a villanyvilágítást.
- Nem látogatható, lezárt barlangok:

- (Mesačný tieň (Holdárnyék)) – Magas-Tátra; hossza: 9 500 m; mélysége: 433 m
- (Javorinka) – Magas-Tátra; hossza: 8 457 m; mélysége: 360 m
- Čiernohorský-barlangrendszer () – Magas-Tátra; mélysége: 232 m
- Tristarská-zsomboly () – Bélai-Tátra; mélysége: 201 m

- Barlangok és egyéb nyiladékok:

- Batizfalvi-csúcs

- Batizfalvi-csúcsi-barlang (Jaskyňa na Batizovskom štíte) – hossza: kb. 10 m;

- Dénes-csúcs

- Tomko-barlang (Tomkova jaskyňa) – hossza: kb. 7 m; 1947. július 11-én fedezte fel Anna és Krzysztof Tatarkiewicz.

- Jávor-völgy

- Jég-barlang (Ľadová jaskyňa) – hossza: 15 m; 1955-ben lengyel barlangászok – W. Chodorowska, A. Chodorowski, L. Dzięgiel, K. Grotowski, K. Kowalski, M. Mielcarski, A. Ostrowicz és J. Tomaszewski – fedezték fel. Nevét belseje erős eljegesedése miatt kapta.
- Jávor-barlang (Jaskyňa nad Javorom) – hossza: 26 m; 1955-ben lengyel barlangászok – W. Chodorowska, A. Chodorowski, L. Dzięgiel, K. Grotowski, K. Kowalski, M. Mielcarski, A. Ostrowicz és J. Tomaszewski – fedezték fel. Nevét a bejárata közelében lévő hatalmas jávorfáról kapta.
- Medve-barlang (Medvedia jaskyňa) – hossza: 25 m; 1955-ben lengyel barlangászok – W. Chodorowska, A. Chodorowski, L. Dzięgiel, K. Grotowski, K. Kowalski, M. Mielcarski, A. Ostrowicz és J. Tomaszewski – fedezték fel. Nevét a barlangban talált nagy mennyiségű medvecsontról kapta.
- Medve-odú (Medvedia diera) – hossza: kb. 10 m; 1955-ben lengyel barlangászok – W. Chodorowska, A. Chodorowski, L. Dzięgiel, K. Grotowski, K. Kowalski, M. Mielcarski, A. Ostrowicz és J. Tomaszewski – fedezték fel. Nevét a közeli Medve-barlangról kapta.
- Zöld-barlang (Zelená jaskyňa) – hossza: kb. 10 m; 1955-ben lengyel barlangászok – W. Chodorowska, A. Chodorowski, L. Dzięgiel, K. Grotowski, K. Kowalski, M. Mielcarski, A. Ostrowicz és J. Tomaszewski – fedezték fel. Nevét a közeli Jávorvölgyi-Zöld-patakról kapta.
- Szűk-barlang (Tesná jaskyňa ) – hossza: 121 m; 1955-ben lengyel barlangászok – W. Chodorowska, A. Chodorowski, L. Dzięgiel, K. Grotowski, K. Kowalski, M. Mielcarski, A. Ostrowicz és J. Tomaszewski – fedezték fel. Nevét folyosója szűk jellege miatt kapta.
- Nedves-barlang – Víz-lyuk (Mokrá diera – Vodná jama) – hossza: kb. 100 m; A legszebb tátrai vizes barlang. A kb. 100 m hosszú folyosóján egy vízér folyik végig, amely egy különös vízesésen keresztül zuhan le. A barlangnak két nyílása van, mindkettő a Jávor-patak felé néz, amely a barlangól egy földalatti vízéren keresztül jelentős vízmennyiséget kap. Genersich Keresztély, a késmárki Líceum tanára, létrával jutott át a barlang vízesésén. 1827-ben Albrecht Sydow német földrajztudós kutatta át és írta le a barlangot. Az 1863-tól megjelenő turistakalauzok némelyike is említést tett róla. Az újabb kutatások kimutatták, hogy hajdan kincskeresők, aranyásók dolgoztak a barlangban.
- Száraz-barlang (Suchá diera) – A barlangot a kincskeresők már régen ismerték. 1873-ban Kolbenheyer Károly hőmérsékleti méréseket végzett benne. 1879-ben a barlangot Róth Samu, lőcsei tanár és barlangász kutatta át és írta le. Neve jól jellemzi a barlangot és egyben ellentéte a szomszédos Nedves-barlang elnevezésének.

- Javorinai-Mormota-völgy

- Alsó-Mormota-barlang (Nižná svišťová jaskyňa) – hossza: 18 m;
- Felső-Mormota-barlang (Vyšná svišťová jaskyňa) – hossza: 15 m; 1958. szeptember 3-án K. Grotowski lengyel barlangász fedezte fel.

- Javorinai-Siroka-völgy (Széles-völgy)

- Csendes-lyuk (Tichá diera) – hossza: kb. 10 m; mélysége: 5 m; 1958-ban K. Grotowski és K. Kowalski lengyel barlangászok fedezték fel és írták le. Nevét a közeli Csendes-tóról kapta.
- Kápolna-barlang – Kosculek-barlang (Kostolík) – A főterme 16 m hosszú, 5–6 m széles, falai függőlegesek. A barlang belsejében az átszivárgó víz hosszú jégcsapokat alkot, amelyek templomi hangulatot ébresztenek. Innen a barlang neve. A barlangot 1881-ben Róth Samu lőcsei tanár fedezte fel.

- Szepesi Miska-völgy

- Szepesi Miska-barlang (Spismichalova jaskyňa) – A Horváth-lejtő alatti Szepesi Miska-barlangnak hatalmas bejárata van, de folyosója egyszerű, kb. 25 m hosszú. A barlangot régóta ismerik. Télen sót helyeztek ide a zergék számára. Nevét a Szepesi Miska-völgyről kapta.

- Fülöp-völgy

- Alsó-Fülöp-barlang (Nižná Filipčianska jaskyňa) – Kb. 1180 m tengerszint feletti magasságban, közel a Fülöp-hegy ormához, a hegy d. oldalán található kis, mintegy 6 m hosszú barlang.
- Felső-Fülöp-barlang (Vyšná Filipčianska jaskyňa) – Kb. 1200 m tengerszint feletti magasságban, közel a Fülöp-hegy ormához, a hegy d. oldalán található kis, mintegy 8 m hosszú barlang.

- Gąsienica-völgy

- Jobb oldali-barlang (Pravá jaskyňa) – Kb. 2250 m tengerszint feletti magasságban a Gąsienica-torony d. csúcsfalának lábánál, a Zawratról a Svinicára vezető jelzett ösvénytől kissé feljebb két kis barlang található. Közülük a k., a nagyobbik a Jobb oldali-barlang. A barlang egy óriási üreg a gránitkőzetben, méretei: 2,5 m széles, 3 m magas és 4 m hosszú. Az alja ferde, emelkedő.
- Bal oldali-barlang (Ľavá jaskyňa) – Kb. 2250 m tengerszint feletti magasságban a Gąsienica-torony d. csúcsfalának lábánál, a Zawratról a Svinicára vezető jelzett ösvénytől kissé feljebb két kis barlang található. Közülük a kisebbik a Bal oldali-barlang.

## Tátraalji települések

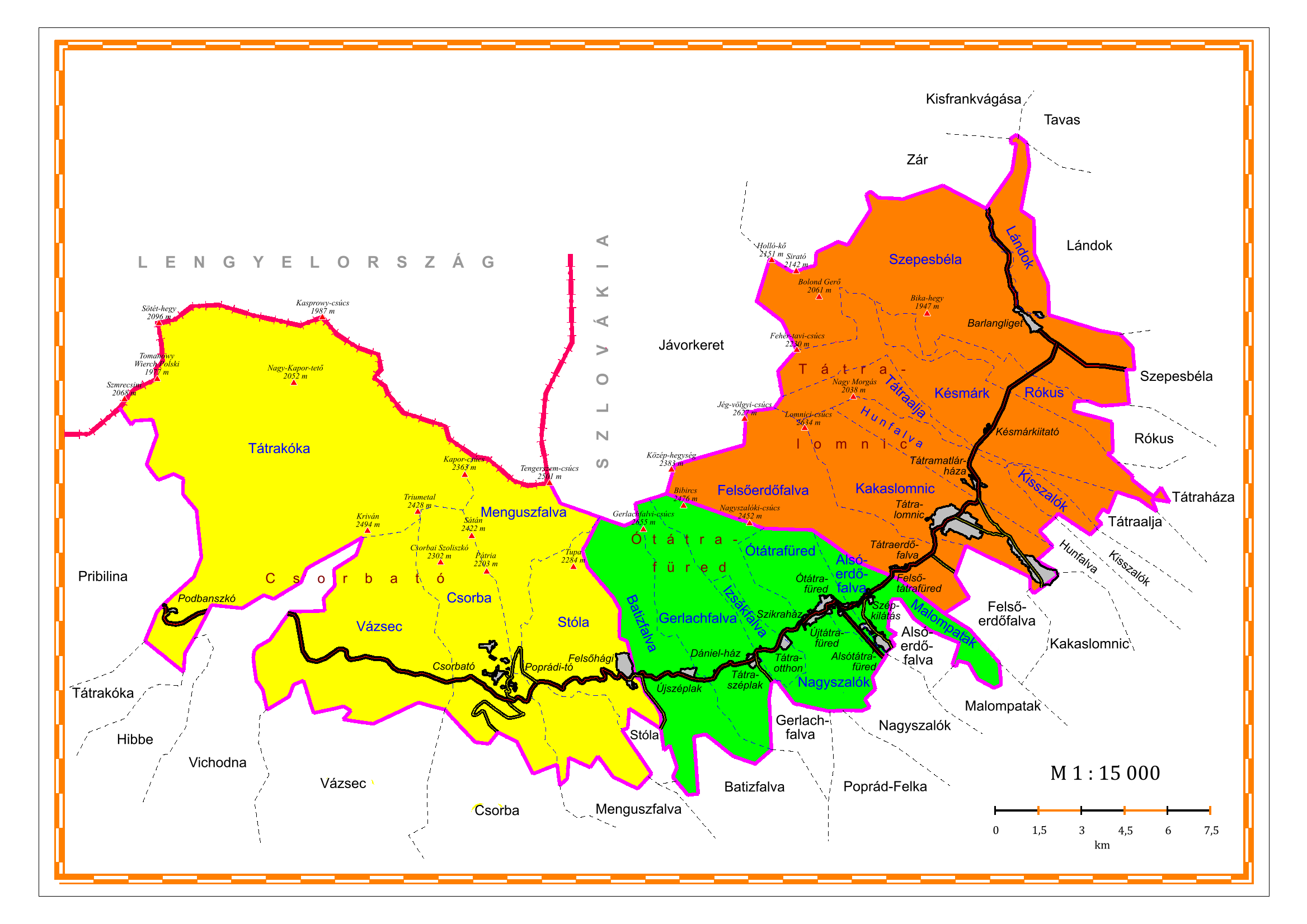
Magastátra város

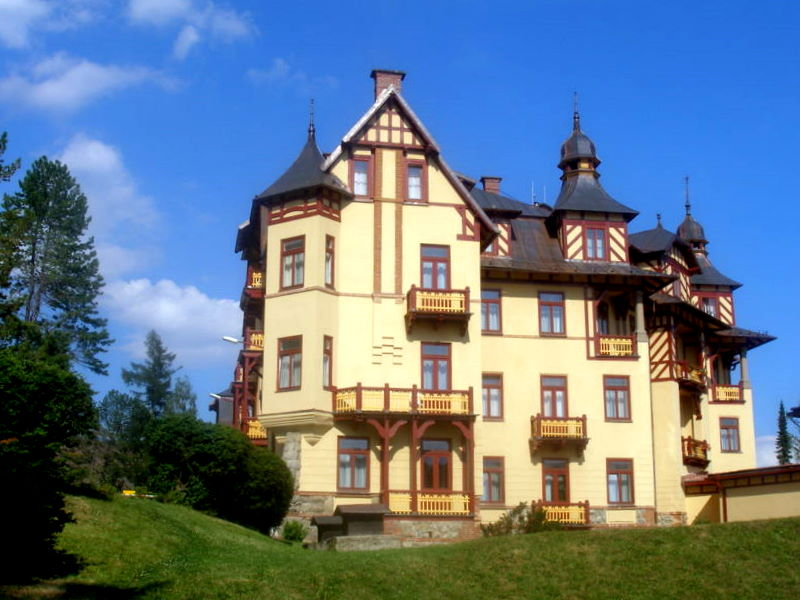
A Grandhotel épülete Ótátrafüreden

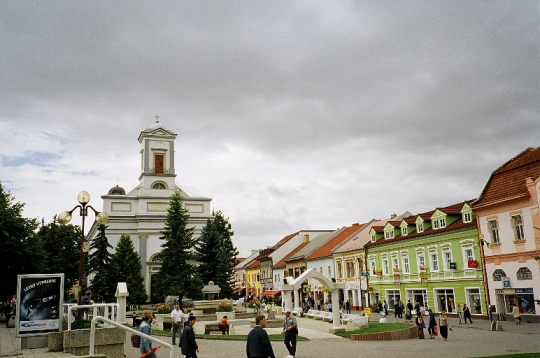
A Szent Egyed tér Poprádon

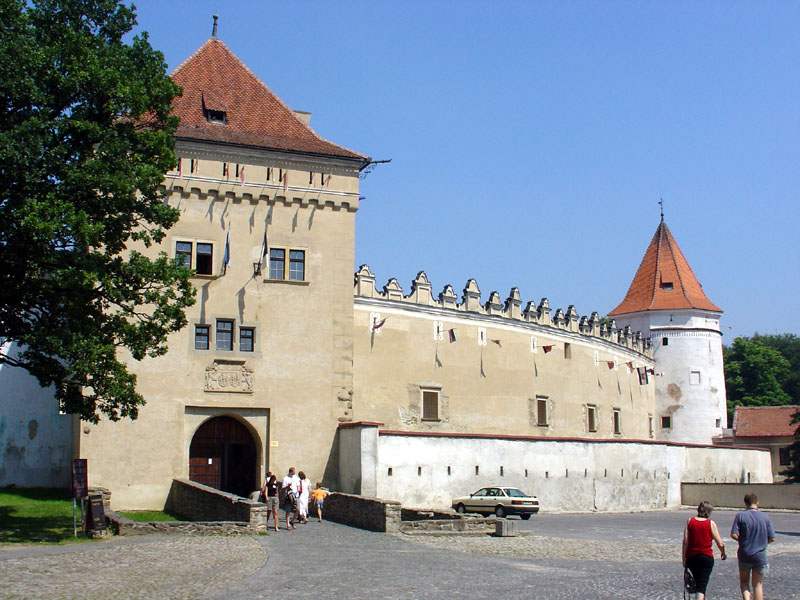
A késmárki Thököly-vár kapuja

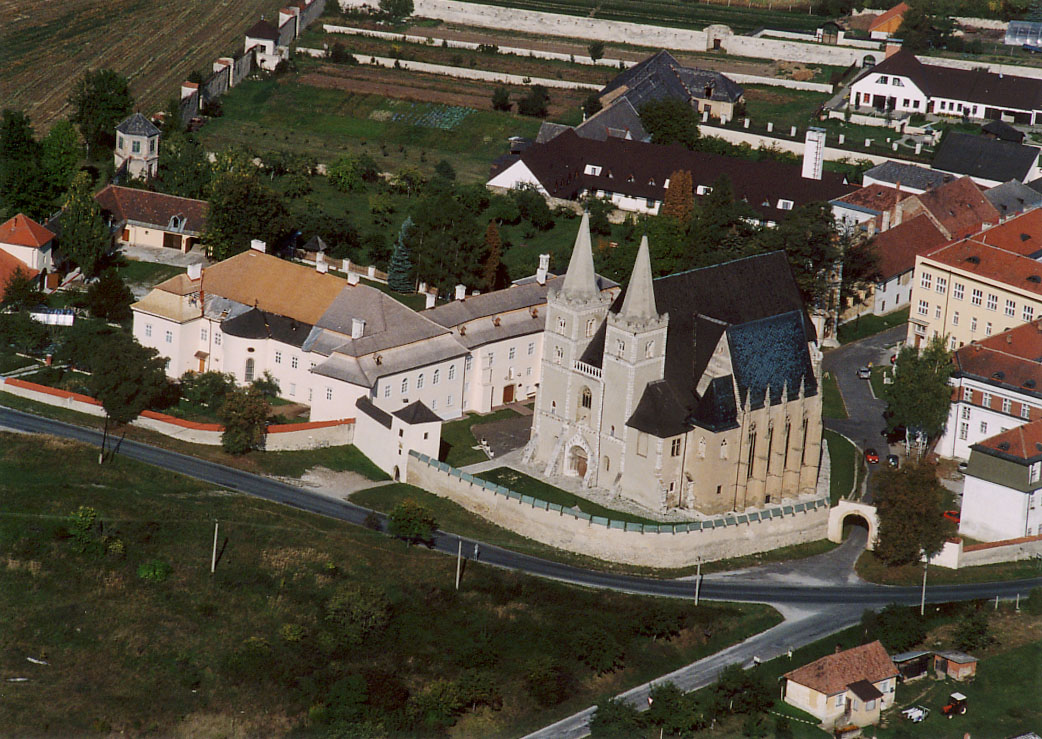
Szepesváralja

- Magastátra Tátraváros (Vysoké Tatry) részei: (Csorbató 2007. május 3-án újból Csorba közigazgatási egysége lett, előtte Magastátra város része.) 
  - Podbanszkó (Bányaalja) – Podbanské
  - Felsőhági – Vyšné Hágy
  - Újszéplak – Nová Polianka
  - Tátraszéplak – Tatranská Polianka
  - Tátraotthon – Tatranské Zruby
  - Tátrafüred – Smokovec
    - Újtátrafüred – Nový Smokovec
      - Sikraház – Sibír

    - Ótátrafüred – Starý Smokovec
    - Felsőtátrafüred – Horný Smokovec
    - Alsótátrafüred – Dolný Smokovec

  - Tátraerdőfalva – Tatranská Lesná
  - Tátralomnic – Tatranská Lomnica
  - Matlárháza – Tatranské Matliare
  - Késmárkiitató – Kežmarské Žľaby
  - Barlangliget – Tatranská Kotlina
- Alsóhági – Nižné Hágy
- Alsóerdőfalva – Nová Lesná
- Felsőerdőfalva – Stará Lesná
- Malompatak – Mlynica
- Zár – Ždiar
- Javorina – Tatranská Javorina
- Zúgó – Podspády
- Lysza Polána – Lysá Poľana
- Hibbe – Hybe
- Vichodna (Krivánalja) – Východná
- Csorba – Štrba
  - Tátracsorba – Tatranská Štrba
  - Csorbató – Štrbské Pleso (2007. május 3-án újból Csorba közigazgatási egysége lett, előtte Magastátra város része.)
- Vázsec – Važec
- Gerlachfalva – Gerlachov
- Stóla – Štola
- Batizfalva – Batizovce
- Lucsivna – Lučivná
- Szvit – Svit
- Nagyszalók – Veľký Slavkov
- Menguszfalva – Mengušovce
- Liptószentmiklós – Liptovský Mikuláš
- Szentiván – Liptovský Ján
- Liptóújvár – Liptovský Hrádok
- Poprád, Szepesszombat, Felka, Mateóc – Poprad, Spišská Sobota, Veľká, Matejovce
- Szepesbéla – Spišská Belá]
- Késmárk – Kežmarok
- Nagyőr – Strážky
- Lőcse – Levoča
- Szepesváralja, Szepeshely, Szepeskáptalan – Spišské Podhradie, Spišská Kapitula, ,
- Podolin – Podolínec
- Ólubló – Stará Ľubovňa
- Nedec – Nedeca – (1918-tól Lengyelország része)
- Zakopane – (Lengyelország)

## Menedékházak
| Magyar neve                                                                                           | Szlovák neve                                                                                         | Megjegyzés |
| --- | --- | --- |
| Zverovka menedékház (1020 m)                                                                          | Chata Zverovka                                                                                       | Bölényfalutól 7,5 km távolságra található füves tisztáson épült fel 1949-ben a menedékház. A Rohács-völgy napos hegyi lejtőjén, az Obsita-csúcs (1687 m) alatti épületet műúton is meg lehet közelíteni. 35 személy a főépületben, további faházakban 30 főnek tudnak szállást biztosítani. |
| Zsári menedékház (1325 m)                                                                             | Žiarská chata                                                                                        | A Zsári-völgy – Žiarska dolina középső részén található, egészévben nyitva tartó menedékház. A téli idényben előszeretettel látogatják a síelők a környékbeli felvonók miatt. Jelenleg hét szobában összesen 28 személyt tudnak elszállásolni. |
| Rudolf trónörökös vadászháza                                                                          | Rudolfova chata                                                                                      | A Necfer-völgy a 19. században legfelső körök vadászterülete volt. Maga a tragikus sorsú trónörökös, Habsburg Rudolf főherceg is a itt a Necfer-réten építette 1880-ban vadászházát, egy három helyiségből álló földszintes faépületet, mellette fészerrel a lovak és a személyzet részére. A fészert a turisták bármikor használhatták, ha nem voltak jelen a tulajdonosok. Rudolf halála után, 1889-ben a kincstári erdőgazdaság a turisták részére a házat is hozzáférhetővé tette. A kulcs a podpanszkói erdésznél volt. A ház közelében állt egy pásztorkunyhó, ahol a turisták szintén megszállhattak. A vadászház 1909-ben leégett, és ugyanilyen sorsa lett a pásztorkunyhónak, hat évvel később. |
| Nefcer-völgyi vadászkunyhó Mühlmann-menedékház                                                        | Mühlmannova chata                                                                                    | Az erdőgazdaság 1912-ben nem messze a Necfer-patak torkolatától felállított egy erdészházat; ezt a Csehszlovák Turista Klub menedékházzá alakította, és a szervezet vezető egyéniségéről Mühlmann-háznak nevezték el. A gyér látogatottságú, kb. 40 fekvőhelyes ház a körülmények szerint egész évben nyitva volt, főleg lengyel turisták látogatták. |
| Koprova-völgyi menedékkunyhó                                                                          | Krivánska koliba                                                                                     | |
| Vázseci menedékház (1180 m) Vázseci ház Vázseci turistaszálló                                         | Važecká chata                                                                                        | A Kriván alatti Három-forrás közelében, Vázsec községtől szerzett telken Kertész J. épít (1933) emeletes, étteremmel, két hálóteremmel és hét vendégszobával bíró, összesen 58 személyt befogadó menedékházat. A menedékház 1999 telén leégett. Tervek vannak az újraépítésére. |
| Rašo kpt. menedékház                                                                                  | Chata kpt. Rašu                                                                                      | A Vázseci menedék ház viselte egy időben ezt a nevet. |
| Nedobry-menedékház                                                                                    | Nedobrého chata                                                                                      | A példát követve Nedobry G. Vázseci menedékház K-re, mintegy feleúton Csorba-tó felé, a Jami-tónak nevezett apró morénatavacska partján épít turistaházat (1935) s ezt az addig jóformán teljesen ismeretlen zugot néhány év alatt komoly teleppé kívánta fejleszteni. |
| Furkota-völgyi menedékház Lonek-menedékház                                                            | Furkotská chata Lonekova chata Chata kpt. Rašu                                                       | |
| József-menház                                                                                         | Jozefova chata                                                                                       | A Csorba-tónak a partján az egyesület 1875-ben Szentiványi József támogatásával (aki telket, fát és 400 K-t adott), mintegy 2900 K költséggel felépíti a róla elnevezett József-menedékházat, a tátrai fejlesztéseknek köszönhetően a forgalom úgy megnőtt, hogy 1877-ben a menedékházba vendéglős költözhetett be, a menedékházhoz az egyesület istállót, a tóparton pedig Szentiványi újabb villát (Miklós-lak) építhetett. |
| Majláth-menedékház Majláth-ház Majláth-kunyhó                                                         | Majláthova chata                                                                                     | 1879-ben nőtt ki a földből a Magyarországi Kárpát Egyesület kisebb fa turistaháza, a Poprádi-tó partján az első un. Majláth ház, (az MKE Liptói Osztályának I. alelnökéről, Majláth Béláról, Liptó vármegye alispánjáról nevezték el) de egy évvel később 1880. július 18-án teljesen leégett. Állítólag gyógynövénygyűjtők gyújtották fel mivel azt hitték, a turistákról, hogy valamiféle konkurenciát jelentenek a számukra. |
| Békás-tavi kunyhó Békás-tavi menedékkunyhó                                                            | Hincova koliba                                                                                       | A Majláth-menedékház 1880. évi elvesztését néhány hét múlva egy fakunyhóval pótolták, amely eleinte a Hincó- és Békás-völgy elágazása fölött volt, majd 1885-ben a Békás-tavak katlanába (1680 m) helyezték át, ahol a patak partján állt, míg 1895-ben össze nem dőlt. |
| Poprád-tavi menedékház Poprád-tavi menház                                                             | Popradská chata Chata pri Popradskom plese                                                           | 1881-ben egy azonos méretű kőházzal helyettesítették, ahol Záborszky Pál, volt kalauz lett a gondok, aki élelmet is felszolgált a turisták részére. 1890-ben ez az épület is a tűz martalékává vált és vele együtt a vendégek névsorával teleírt falak, ajtók és ablakok is, melyek a turistaforgalom tanúi voltak. A ház kétszeres elvesztése kedvét szegte az MKE-nek a pótlásra, így harmadik házat 1892-ben építette a terület tulajdonosa Máriássy Ferenc. Az épület három helyiségből állt, kőből és fából épült. Később a terület új tulajdonosa Hohenlohe herceg teljesen kitiltotta a területről a turistákat és a menedékházat is, elbontatta. Hohenlohe herceg a Poprád-tavi menház elbontásával nagy felháborodást váltott ki, és kénytelen volt felépíteni egy földszintes faépületet, mely több átépítésen és bővítésen esett át, míg végül 25 helyiségében 150 férőhely lett később turistaszállóval bővítették. Az épület 1961-ig működött mikor összedölt a nagy mennyiségű hó súlya alatt. A helyén épült munkás szálló (mely a Poprád-tavi Hegyi Szálló építőinek épült) 1964-ben leégett. |
| Poprádi-tavi ház Poprádi-tavi Hegyi Szálló (1498 m)                                                   | Chata pri Popradskom plese Horský hotel pri Popradskom plese Chata kpt. Morávku pri Popradskom plese | A régi menedékház mellett már 1958-ban kezdték építeni L. Bauer és F. Čapka építészek tervei szerint az új Hegyi Szállót, mely a mai napig szolgálja a turistaforgalmat. |
| Szoliszkó menedékház (1830 m)                                                                         | Chata na Solisku                                                                                     | a Szoliszkóra vezető második ülőfelvonóval egy időben építették meg, ennek felső állomása közelében található. 1944-ben helyezték használatba, de valójában csak 1946-ban fejezték be. Azért építették, hogy menedékként szolgáljon a sízőknek rossz idő esetén. A legfiatalabb menedékház a Magas-Tátrában. 2003-ban teljesen újjáépítették. |
| Hunfalvy-völgyi menedékház Hunfalvy-hágó alatti menedékház (2250 m)                                   | Chata pod Rysmi Útulňa pod Rysmi Útulňa pod Váhou Chata pod Váhou Útulňa pod sedlom Váhy             | A népszerű Tengerszem-csúcs alatt már a 19. század végén kezdett foglalkozni Ubald Felbinger osztrák hegymászó, de technikai és főleg anyagi nehézségek miatt az építkezést mindig elhalasztották. A megvalósítás ellen voltak a turistaszervezetek természetvédelmi részlegei is. A tervek szerint az építkezés helyszíne is változott a Békás-tótól a Hunfalvy-hágó-ig. A megvalósítást a Csehszlovák Turista Klub Poprádi osztálya bonyolította 1931–1933-ban az eredeti tervektől eltérően 100 méterrel lejjebb. A legmagasabban elhelyezkedő turistaház a Magas-Tátrában, csak a nyári időszakban (május-október) üzemel. 2000. február 2-án egy lavina erősen megrongálta. Újjáépítették. A többször lavinák által rongált épület modernizálására, bővítésére terveket készítettek. |
| Hincó-kunyhó                                                                                          | | A Majláth-menedékház 1880. évi elvesztését néhány hét múlva egy fakunyhóval pótolták, amely eleinte a Hincó- és Békás-völgy elágazása fölött volt, majd 1885-ben a Békás-tavak katlanába (1680 m) helyezték át, ahol a patak partján állt, míg 1895-ben össze nem dőlt. |
| Blasy-menedékház Felkai-tavi menedékház                                                               | Blasyho chata                                                                                        | Az első kőépület 1871-ben a Felkai-tó keleti partján állt. 1874 márciusában elsodorta egy lavina. Tátrafüred igazgatója építette, Blásy Ede a fürdővendégek anyagi támogatásával. Három év múlva a Gránátfalról lezúduló lavina elsodorta. |
| Hunfalvy-menedékház Hunfalvy-kunyhó                                                                   | Hunfalvyho chata                                                                                     | 1878-ban a tótól délkeletre kisebb famenedéket építettek, melyet a híres geográfusról, Hunfalvy Jánosrók neveztek el. A házban volt egy társalgó és hálószoba, valamint konyha és kamra. A Sziléziai menedékház megnyitásáig a nyári hónapokban a háznak valamelyik kiszolgált kalauz volt a gondnoka. A fokozódó turistaforgalmat rövidesen nem bírta kielégíteni a szerény kis épület, melyről a lengyel Radzikowski 1886-ban így panaszkodik: „A házban tetőn, kenyéren és pálinkán kívül semmit sem kapni.” A közeli Sziléziai menedékház megépítése után a „régi háznak” (így különböztették meg aj „új háztól”) is nevezett épületben éjszakai menedék működött a hordárok és a hegyi vezetők számára, míg 1913-ban le nem égett. |
| Felkai turistalak (Felka)                                                                             | | A Felkai-tó közelében 1861-ben épült, de 1874-ben súlyosan megrongálódott. |
| Sziléziai menedékház (1676 m) turistaház a Felkai-tónál                                               | Sliezsky dom                                                                                         | 1895-ben a Magyarországi Kárpát Egyesület sziléziai szekciója felépíttette a tó nyugati partján az első Sziléziai házat, először mint földszintes faépületet. Ez 1962. november 29-ről 30-ára virradó éjszakán egy autogén-hegesztőkészülék elővigyázatlan használata miatt az épület a léngok martaléka lett. Három év múlva kezdték építeni az új 9200 m3 térfogatú, városi szállodai berendezéssel ellátott, sok férőhelyes „Gerlach alatti palotát” ahogy az akkori lapok nevezték. 1968-tól fogadja mai formájában a látogatókat. |
| Guhr-kunyhó                                                                                           | Guhrova chatka                                                                                       | A Sziléziai menedékház fele útjának táján, a Felka-patak nyugati partján az 1924-ben felépített síugrósánc mellett, a versenyzők és nézők kényelmére, de egyúttal turisták nyári használatára is Guhr M. dr. 1926-ban 15.000 csK költséggel menedékházat épít (Guhr-kunyhó). |
| Háromtavi védkunyhó (a Szalóki Háromtónál)                                                            | Útulňa                                                                                               | |
| Róza menedékház Róza-menház Rózsa-szálló Rózsa-menedékház Tarpataki Róza-menedékház                   | Ruženina chata                                                                                       | Tátrafüred és a Tar-pataki-vízesések környékén a turistakultúra első jelei a MKE alapításakor már több évtizedes múltra tekintettek vissza. Itt épül 1875-ben az 1865 óta álló, de már romlásnak indult Rainer-kunyhótól mintegy félórányira a MKE első menedékháza, a Rózsa-menedékház; (Gräffl-Győrffy Róza bárónő tiszteletére keresztelték, aki a tátrafüredi vendégek sorából az egyesületnek sok barátot szerzett); építésére és bővítésére az egyesület mintegy 3350 K-t költ. A háború után a tarpatakfüredi Rózsa-szálló leégett (1926) |
| Tarpatakfüred                                                                                         | Studenopotocké kúpele Studenovodské kúpele                                                           | A Tarajka, nem meghonosodott elnevezése. |
| Bilík menedékház (1255 m) Guhr-menedékház Dr Guhr-menedékház Guhr ifjúsági otthon                     | Bilíkova chata Guhrova chata                                                                         | A MKE legelső menedékházának: a Rózsa-menedékháznak, illetőleg a tarpataki leégett Rózsa-szállónak helyén a KV 1934-ben a Guhr-család kezdeményezésére és annak messzemenő támogatásával (a telken felül 130000 csK-t adományoznak) emeletes turistaszállót épít. A 137000 csK költséggel épült "Guhr-diákotthon" földszintjén vendéglőhelyiségek és a bérlő lakása, emeletén pedig négy, egyenként 4-ágyas szoba és két hálóterem, összesen 16 hálóhellyel; kezelését a Tátra-Egylet vállalta. A Tarajka oldalában, 5 percnyire a siklóvasút felső állomásától. 1992-től szállóként működik. |
| Tarajka Taréjka Kisgerinc                                                                             | Hrebienok                                                                                            | |
| Rainer kunyhó (1300m)                                                                                 | Rainerova chata                                                                                      | A legrégebbi turistaház a Magas Tátrában. 1863-ban építtette Rainer János György (Ján Juraj Rainer). A Zerge-szálló megépülésével 1884-ben megszűnt. Miután a mellette lévő Zerge-szálló leégett, 1998-ban lett újraépítve. |
| Zerge-szálló (1300) Zerge-lak Zerge-vendéglő                                                          | Kamzík Hôtel Divá koza                                                                               | 1884-ben a Rainer-kunyhó mellett épült, mint magán vállalkozás. Az államfordulatig a Magyar Kincstár tulajdona volt. Az I. világháború után a Csehszlovák Turista Klub vette át. Idővel a szállodát kibővítették, az utolsó tulajdonosa az Interhotel Tatry vállalat volt. A majdnem százéves, műemlék értékű, hangulatos épületet egy tűz pusztítást követően, higiéniai okokra hivatkozva elbontották 1980-ban. Jelenleg csak fűvel benőtt terméskő alapja látható. |
| Nagyszalóki menedékház                                                                                | | |
| Szépkilátás menedékház (Alsó-Tátrafüred)                                                              | | |
| Hosszú-tavi menedékház Rabló-menedékház (1960 m)                                                      | Zbojnícka chata                                                                                      | 1907-ben magyar erdészmérnök állíttatott itt egy vadászházat, majd kisebb javítások után 1910-ben átadta a turistaközönségnek. Az 1924-es bővítéssel alakult ki a mai turistaház, amelyet 1998. június 15-én tűzvész pusztította el. Újraépítették. |
| Zamkovszky menedékház (1475 m) Nálepka kpt. menedékház                                                | Zamkovského chata Chata kpt. Nálepku                                                                 | A turistaházat az ismert hegyi vezető Štefan Zamkovský (1908–1961) építette feleségével Ludmilával, 1942–1943-ig, addig a Téry turistaházat bérelték. 1992-ben a kárpótlást követően a turistaház visszakerült Štefan Zamkovský leszármazottainak tulajdonába. Archiválva 2007. szeptember 27-i dátummal a Wayback Machine-ben |
| Téry menedékház (2015 m) Öt-tavi menedékház                                                           | Téryho chata Térynka                                                                                 | A legmagasabban található egészévben üzemelő turistaház a Magas-Tátrában. A ház 1899-ben épült, kezdetek óta a selmecbányai "szegények orvosának" Téry Ödönnek (1856–1917) a nevét viseli. |
| Kő-pataki menedékház (1751 m)                                                                         | Skalnatá chata                                                                                       | 1841-ben és körülfalazásával 1877-ben létrejött egy egyszerűbb hajlék, majd további javításokkal 1941-ben egy beton turistaház. A turistaház egész évben fogadja a látogatókat. Archiválva 2007. november 12-i dátummal a Wayback Machine-ben |
| Encián-szálló (1761 m)                                                                                | Hotel Encián                                                                                         | A Lomnici-csúcsra vivő drótkötélvasút Kőpataki-tó átszálló állomásával egybeépülve. |
| Gertrud-menedékház Zsázsa-forrás melletti menedékház                                                  | Gertrúdina chata Chata pri Šalviovom prameni                                                         | A majdani Tátralomnici drótkötélpálya alsó szakaszának középső (Start) állomásának közelében álló, egy helységből álló menedékházat 1912-ben építtette a lomnici fürdőigazgatóság. |
| Egyed-menház Egyed-menedékház Egyed-kunyhó Egyedi-menedékház                                          | Egidova chata Egýdova chata                                                                          | MKE a Weidau-rétjén 1876-ban épített, majd 1880-ban a Zöld-tóhoz áthelyezett egyszobás Egyed-menedékházát, (Egyed-menedékház, Berzeviczy Egyed, a MKE akkori elnöke tiszteletére), melyet ennek leégése után (1883) követett a kétszobás, előszobás második ház (1884); ezt 1887-ben a tó északi partjáról áthelyezték a védettebb déli partra s ugyanakkor (1887–88) a Fehér-víz-völgyében hozzá mintegy 3000 K költséggel új szekérutat építenek. E menedékház 1890-ben másodszor is leégett; fölépítik, de még ugyanazon év őszén harmadszor is a lángok martaléka lesz. E három menedékházra az egyesület mintegy 2300 K-t költ. |
| Zöld-tavi menedékház (1551 m) Karbunkulustorony-menház Frigyes-menedékház Frigyes főherceg-menedékház | Chata pri Zelenom plese Brnčalova chata Fridrichova útulňa pri Zelenom plese Bedrichova chata        | Az egyesület nem nyugodhatott bele a menedékház elvesztésébe s 1894-ben már országos gyűjtést indít az új menedékház építési költségeinek előteremtésére. Az eredmény igen szerény volt: adományokból 1040 K, előadásokból 1200 K, részjegyekből 4100 K gyűlt össze; emiatt az egyesület kénytelen az eredeti tervet elejteni s egy kisebbel megelégedni. A szerényebb menedékház 9700 K költséggel 1897-ben készült el s az egyesület védnökéről (Frigyes főhercegről, aki az építkezést 200 K-val támogatta) Frigyes-menedékháznak keresztelték. Benne 3 szoba, konyha, étterem, veranda. Építésével egyidejűleg (1894–95) a MKE a Weidau-ról a tóhoz 2 m széles, kocsival is járható utat épít s egyúttal a Zöld-tó tükrét is gáttal felemeli, úgyhogy felszíne egyharmadával megnőtt. A munkálatokat a szepesbélai Kaltstein A. vezette és ellenőrizte. 1899-ben a vihar lesodorta a menedékház tetejét; helyreállítása és javítása 1900-ban mintegy 2000 K-ba került; alapos javításon esett át a ház 1902-ben, de különösen 1913-14-ben, amikor az egyesület a menedékház javítására Es berendezésének kiegészítésére mintegy 3500 K-t költ; a további bővítési munkáknak a háború kitörése vetett véget. A háború alatt és után a Zöld-tavi menedékház évekig őrizet nélkül állott s emiatt betörésektől és romgálásoktól rendkívül sokat szenvedett. 1921-ben akadt csak újból bérlője, aki a menedékházat rendbehozta, 1925-26-ban pedig a KV 15.400 csK költséggel jelentékenyen kibővíti, befogadóképességét 36 személyre emeli s ekként lehetővé teszi állandó üzemét. Az új épületrész berendezésére 30000 csK-t költ; 1934-ben aztán a házat mintegy 54000 csK költséggel újból bővíti, úgyhogy ma tíz szobában és két közös hálóteremben 40-40 ággyal, azonkívül pedig 3 nappali helyiséggel és 9 gazdasági helyiséggel rendelkezik. |
| Zsázsa-forrás melletti menedékház Tardík-menedékház                                                   | Tardíkova chata Tardíkova útulňa                                                                     | A Fehér-víz-völgyi Zsázsa-forrásnál épült, de tönkrement régi famenedékház újjáépítését a KV évek óta tervezte s e célból a terület bérletét is (1925) megszerezte; az építkezéshez azonban nem lévén módja, ott a Tárgyik-fivérek építettek (1934) nyolcszobás, vendéglős, állandóan lakott turistaházat. |
| Votruba-menedékház                                                                                    | Votrubova chata Votrubovka                                                                           | A Fehér-tavak közelében a katonaság 1922-23-ban 20-személyes famenedékházat épített, (Votruba-menedékház, V. tábornok nevéről), melyet 1924-ben a KCST késmárki osztálya vett kezelésbe s 1932-ben jelentékenyen kibővített. A menedékház konyhából, étteremből, közös hálóteremből és négy szobából állt s 30 személynek nyújtott szállást. |
| Késmárki menedékház (1615 m) Fehér-tavi menedékház                                                    | Kežmarská chata                                                                                      | A menedékházat tűzvész pusztította el 1973-ban. Nem építik fel újra, mivel túravidéke a Bélai-Tátra, melynek teljes területe állandóan zárt, tiltott terület. |
| Gyopár menedékház (1290 m)                                                                            | Chata Plesnivec                                                                                      | Az egyetlen lakható épület a Bélai-Tátrában. |
| Murány alatti erdészház (1120 m)                                                                      | Pod Muráňom                                                                                          | A Jávor-völgy alsó szakaszán, a Murány-csúcs alatt, Javorinától 2,2 km távolságra. |
| Burdeli kunyhó                                                                                        | Chata na Burdeli                                                                                     | A Jávor-völgyből kiágazó Hátsó-Rézaknák völgye középső szakaszán, a Fehér-tavi-csúcs alatt |
| Goldbergi síkunyhó (Késmárknál)                                                                       | | A Fehér-víz bal partján, a Késmárki Kosár közelében fakadó Studentenbrunn mellett a Tátraegylet szerez (1933) síkunyhó céljára telket. |
| Pod Viszoka alatti menedékházak                                                                       | Chaty na Poľane pod Vysokou                                                                          | A Poduplaszki-völgyben a Karám-réten (Pod Viszoka réten) lévő hegymászótábort csak szervezett hegymászók, és kizárólag a Tátrai Nemzeti Park Hegyi Mentőszolgálata írásbeli jóváhagyásával használhatják. A tábor kapacitása: 15 sátor 30 főre. |
| Murowaniec menedékház (1500 m)                                                                        | Chata Murowaniec                                                                                     | Schronisko Murowaniec (lengyel) |
| Roztoka menedékház (1031 m)                                                                           | Roztocká chalupa                                                                                     | Roztockie Schronisko Schronisko imienia Wincentego Pola (lengyel) |
| Lengyel-Öt-tavi menedékház (1672 m)                                                                   | Chata PTTK                                                                                           | Schronisko PTTK w Doline Pięciu Stawów Polskich (lengyel) |
| Halastavi menedékház (1406 m)                                                                         | Staszycova chata                                                                                     | Schronisko nad Morskim Okiem Schronisko imienia Stanisława Staszicza (lengyel) |
| Régi Halastavi menedékház                                                                             | Staszycova útulňa                                                                                    | Stare Schronisko imienia Stanisława Staszicza (lengyel) |
| Védkunyhó a Miedziane lejtőjén                                                                        | | Schron pod skałami Miedzianego (lengyel) |
| Gáspár-csúcsi állomás (1959 m)                                                                        | | Stacja Kolejki linowej (lengyel); A kötélvasút végállomása melletti kis hegyi szálló, 18 ággyal. |

## A hegység kutatói
A magyar természetjárás kialakulása a 17. század első felében az egykori Magyar Királyság területéhez tartozó Magas-Tátra környékén kezdődött.
- Frölich Dávid (1595, Késmárk – 1648. április 24., Lőcse) – Geográfus, kalendáriumkészítő, csillagász és matematikus volt, sőt jelentős fizikai ismeretekkel is rendelkezett. Magányos alakja e századnak, korát sok szempontból megelőzte, tanítványa, követője nem volt, és az utókor még sokkal mostohábban bánt vele, mint Honterus Jánossal, a tudós nyomdásszal és tanítómesterrel, akinek műveivel legalább a szorgalmas filológusok és egyháztörténészek foglalkoztak.
- Augustini ab Hortis Keresztély (1598. december 6., Neisse, Szilézia – 1650. augusztus 21., Kakaslomnic, Szepes vm., sírja az evangélikus templomban) – Orvos és természettudós.
- Daniel Speer
- idősebb Buchholtz György (1643. április 1., Kisszeben, Sáros vm. – 1724. május 11., Kakaslomnic)
- ifjabb Buchholtz György (1688. szeptember 3., Késmárk – 1737. augusztus 3., Késmárk)
- Bél Mátyás (1684. március 24., Ocsova, Zólyom vármegye – 1749. augusztus 29., Pozsony)
- Buchholtz Jakab (1696. december 29., Késmárk – 1758. május 14., Késmárk) A Tátra és környékének elhivatott kutatója. Elsajátított tudása csodákba és kincsekbe vetett naiv hitével keveredett. Késmárkon szűcsmester volt.
- Czirbesz András (1732. szeptember 11., Szepesváralja – 1813. január 12., Igló) – 1757-től evangélikus lelkipásztor Iglón, 1791-től 13 szepességi város szenátora, természettudós (mineralógus), történész, érmegyűjtő. Nagy kőzetgyűjteménye volt. A legkorábban nyomtatásban megjelent, az egész Tátrát bemutató leírás az iglói cipszer evangélikus lelkésztől származik.
- Robert Townson (1762, Spring Grove, Marshgate, Surrey, Anglia – 1827. június 27., Varro Ville, sírja Paramatta-ban, Ausztrália) –
- Göran Wahlenberg (1780. október 1., Skarphytta k. Filipstad, Värmland megye, Svédország – 1851. március 22., Uppsala, Svédország) – Svéd orvos, botanikus, földrajztudós, geológus. Az uppsalai egyetemen szerzett orvosi diplomát 1806-ban; 1826-tól az Uppsalai Egyetem botanika tanára majd 1829–1851 között botanika és orvostudomány tanára. Skandinávia, Finnország, a Kárpátok és az Alpok növényzetének kutatója.
- Genersich Keresztély (1759. január 3., 4. vagy 8., Késmárk – 1825. április 30., Késmárk) – Mineralógus, történész, teológus, a késmárki Líceum tanára (1786–1795), 1789-től evangelikus másodlelkész Késmárkon. Egyetemi tanulmányait Jénában, Göttingenben és Utrechtben végezte. Kétkötetes történelmi munkájával (Merkwürdigkeiten der Königlichen Freystadt Késmark in Oberungarn, am Fusse der Carpathen (I.: Kassa 1804., II: Lőcse 1804.)) vált híressé. A mű nemcsak Késmárk, hanem az egész Szepesség és a Tátra múltjával, egyéniségeivel foglalkozik. E műben található az első írásban feljegyett tátrai kirándulás (Laszky Beáta késmárki polgárokkal 1565-ben).
- Mauksch Tamás (1749. december 20., Késmárk – 1832. február 10., Késmárk)
- Berzeviczy Gergely (1763. június 15., Kakaslomnic – 1822. február 23., Kakaslomnic) – Politikai gazdaságtannal foglalkozó közgazdász, ügyvéd, Kakaslomnic társtulajdonosa (ezzel a Magas-Tátra részének is), egyéb szepességi birtokok tulajdonosa, a tátrai turizmus egyik első úttörője.
- Asbóth János (1768. december 13., Nemescsó – 1823. június 19., Zombor)
- Genersich Sámuel (1768. február 15., Késmárk – 1844. szeptember 2., Lőcse)
- Albrecht von Sydow (1799, Potsdam, Németország – 1861, Magdeburg, Németország) – Német földrajztudós, Tátra-kutató, a porosz hadsereg tisztje, topográfusa, tábornoki rangig vitte. Ritter Károly berlini geográfus előadásától inspirálva 1827-ben járt a Tátrában, akkor még hadnagyi rangban.
- Rainer János György (1800. április 3., Szepesszombat – 1872. február 23., Szepesszombat) – 1833–1868 között Ótátrafüreden szállodavezető. Nagy érdemei vannak a település fejlesztésében: a szanatóriumok, utak építésében.
- Blasy Ede (1820. május 3., Felka, Szepes vármegye – 1888. június 25., Felka) – Nagy zergevadász, felkai kereskedő és közbirtokos.
- Magyarországi Kárpát Egyesület (MKE) (1873–1920, 1992-től ismét)
- Grósz Alfréd (1885. augusztus 25., Késmárk, Szepes vm. – 1973. március 1., Késmárk, Szepes vm.)Komarnicki Gyula Dr. (1885. február 22., Budapest – 1975. augusztus 27., Budapest, sírja a Farkasréti temetőben)

## A hegymászók „11 parancsolata”
Néhány szabály, amelyet még a legjobb hegymászóknak is szem előtt kell tartaniuk.
Mivel a Magas-Tátra a világ legkisebb területű magashegysége, ezért az időjárási ciklonokat, hosszú időre nem képes magához bilincselni, ezért elképzelhetetlenül kiszámíthatatlan tud lenni az időjárása. Sok esetben nyáron az erős napsütés miatt kell magunkon tartani a felső öltözéket, de pár nap múlva, pedig lehet, hogy a hideg, esős idő miatt kell elővenni a hátizsákból a téli meleg holmit.
Méretéből kifolyólag sokan lebecsülik, s emiatt arányaihoz képest nagy számban szedi áldozatait. Eddig több mint ezren vesztették életüket a hegységben.
- Mielőtt túrára indulsz, gondosan tanulmányozd mindazokat a lehetőségeket és utakat, amelyeket a túra megszakítása esetén a visszafordulásra felhasználhatsz!
- Időt bőven hagyj mindenre! Inkább a sátradban ebédelj, mint a sziklafalban vacsorázz! Soha nem indulhatsz túl korán!
- Ha veszélybe kerülsz, ne habozz! Gyorsan, de megfontoltan döntsd el, mi módon kerülhetsz ki belőle! De a végrehajtás ne legyen kapkodó, nehogy emiatt még nagyobb bajba kerülj.
- Ügyelj az objektív veszélyekre!
- Bizonytalan idő esetén az indulás előtt készíts mérleget: az egyik serpenyőbe a vállalkozási kedved, a másikba a körültekintést és az óvatosságot vesd!
- Hirtelen időváltozás vagy úttévesztés esetén ne erőszakold a túra véghezvitelét! Mindaddig megismételheted azt, ameddig élsz. De élve talán csak úgy maradsz, ha visszafordulsz! (Ne feledd: a hegy megvár!)
- Tudod mikor kell a legjobban vigyáznod? Ha túljutottál a nehézségeken! Kiváló hegymászók lelték halálukat könnyű terepen könnyelműségük miatt.
- Ha vezetsz, légy tekintettel túratársaid képességeire! Ha bárkitől többet követelsz, mint amit tud, ugyanúgy jársz, mint amikor saját képességeid becsülöd túl.
- Az egyedül járás még a turistáknak sem ajánlatos! Az egyedül járó hegymászó az életét teszi fel tétként egy szerencsejátékban.
- A menedékházba nem a pénzedért fogadnak be, ne lépj fel túlzott igényekkel! És ne alacsonyítsd le kocsmává! Az alkohol különben is veszélyes túratárs!
- Meg kell tanulnod, hogy bajban hogyan segíthetsz másokon és magadon. A mentés módszerét és gyakorlatát hibátlanul kell tudnod. Ha jól alkalmazod, emberéletet menthetsz meg. Gondolj arra, hogy a legjobban felkészült hegymászó is kerülhet objektív veszélybe, vagy egyszer ö is elkövethet hibát!

## Képgalériák a Magas-Tátráról
- Magas-Tátra Képesblog
- http://www.galeria.z-ne.pl/
- http://www.cs.put.poznan.pl/holidays/tatry/index1.html

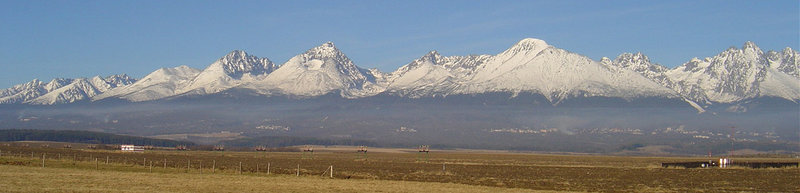
A Magas-Tátra panorámaképe dél felől

- http://tatra-kepgaleria.lap.hu/